# Arc en mitre

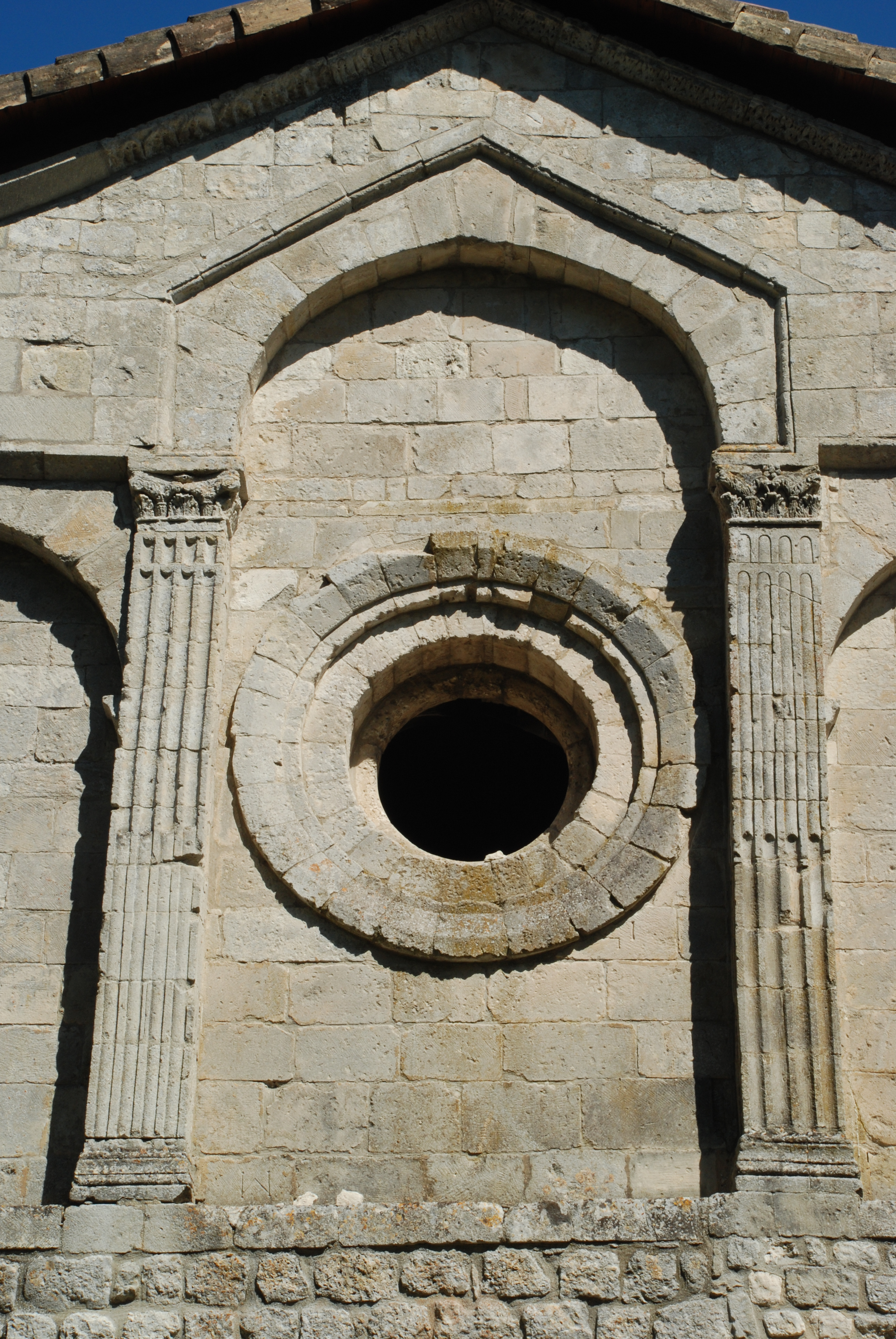
Prieuré du Val des Nymphes.

L'arc en mitre, ou arc en fronton, ou arc angulaire est un arc composé de deux droites inclinées formant un angle.
L'arc angulaire a été utilisé dès l'Antiquité. On en trouve des exemples dans l'architecture romaine, à Constantinople, Ancône… Dans l'architecture chrétienne, il apparaît dans les architectures wisigothique, mérovingienne, carolingienne, ottonienne, saxonne, romane, gothique (où il connaît une grande expansion avec l'architecture en briques de la région toulousaine), néo-romane, néogothique et Art déco.
L'arc en mitre est un des éléments constitutifs du « triplet » qui est une arcature (aveugle ou non) constituée d'un arc en mitre encadré de deux arcs en plein cintre, symbolisant la Trinité chrétienne et que l'on retrouve dans l'architecture wisigothique, mérovingienne et romane.
Un arc en mitre, sous sa forme la plus simple, est constitué de deux voussoirs droits posés en angle.
Certains arcs de décharge, destinés à répartir les charges de maçonnerie de chaque côté d'un linteau ou d'un arc, affectent la forme d'un arc en mitre (deux pierres disposées en angle).

## L'arc en mitre dans l'architecture wisigothique
L'arc en mitre orne les murs de la chapelle de São Frutuoso de Montélios près de Braga au Portugal. Cette chapelle wisigothique présente le même plan en croix que le mausolée de Galla Placidia à Ravenne à la différence que les murs extérieurs de ses absides sont ornés de triplets constitués d'un arc en mitre encadré de deux arcs en plein cintre.

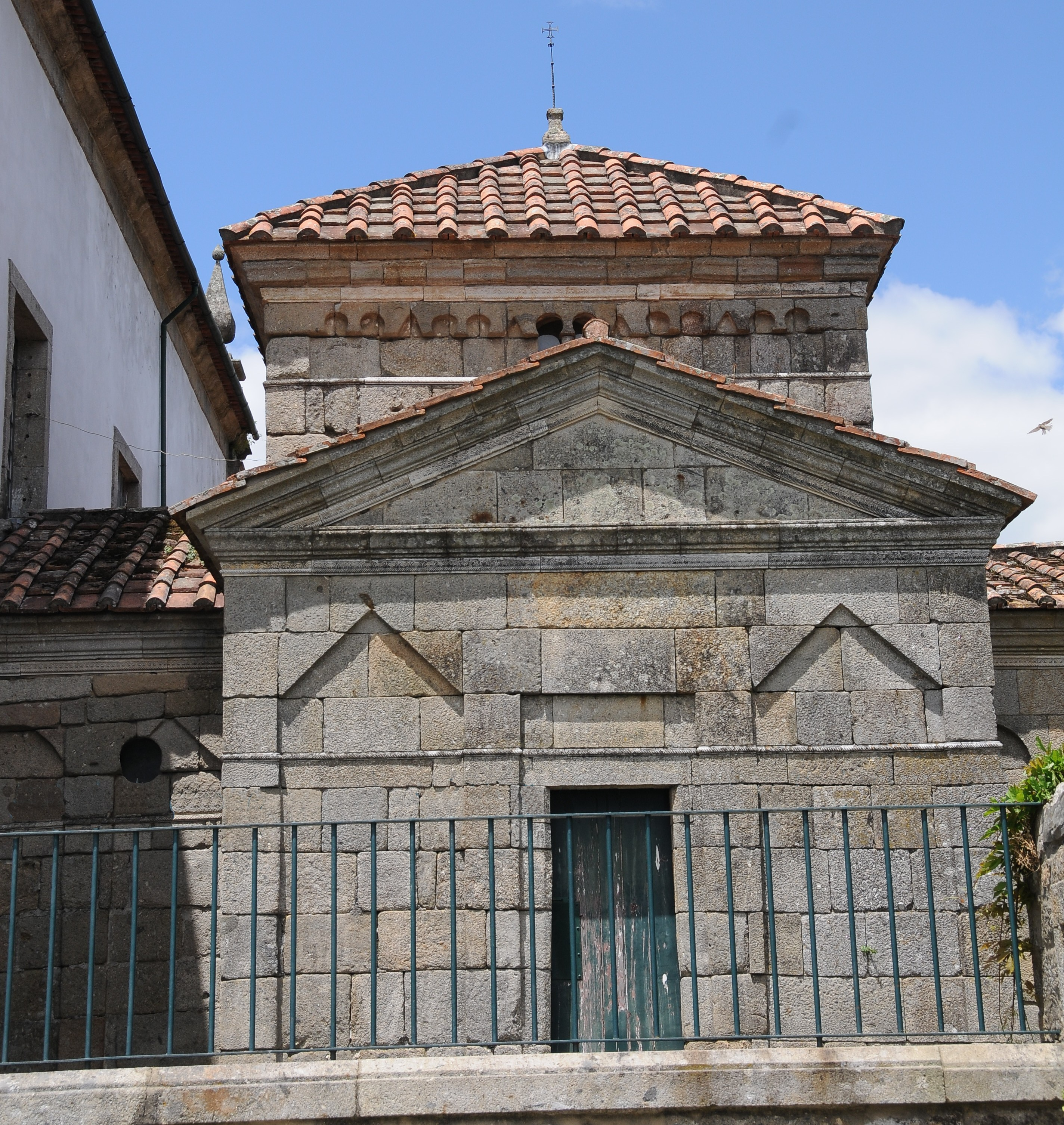
São Frutuoso de Montelios.
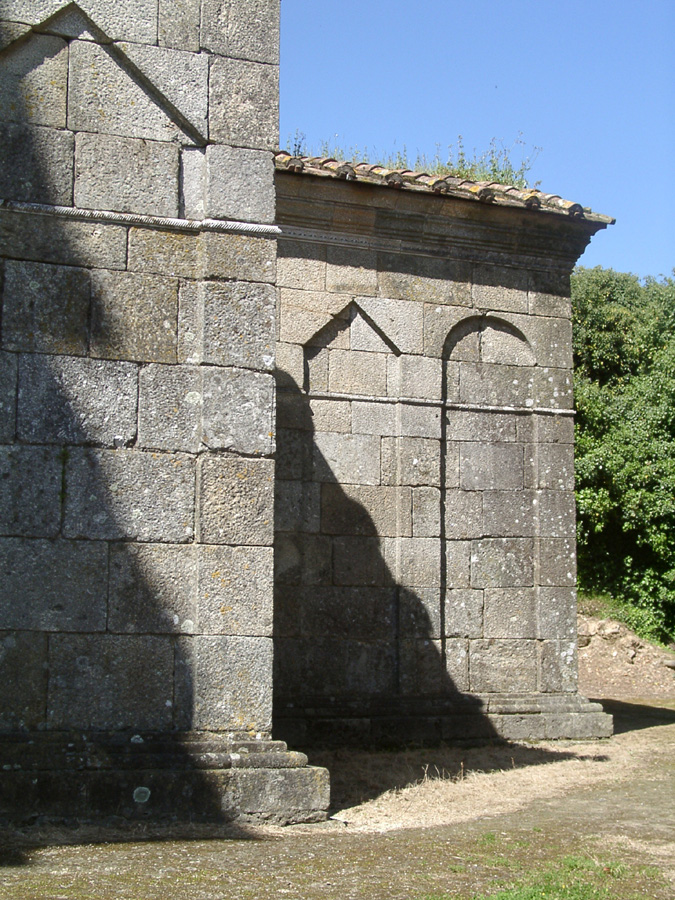
Montelios : à droite, vue partielle d'un triplet.

## L'arc en mitre dans l'architecture mérovingienne
Un triplet constitué d'un arc en plein cintre et de deux arcs en mitre orne le baptistère mérovingien Saint-Jean de Poitiers (au niveau de la façade sud-ouest du baptistère, entre les oculi et le fronton).

## L'arc en mitre dans l'architecture carolingienne
En Allemagne, l'arc en mitre figure à l'abbaye de Lorsch (VIIIe siècle), où la Torhalle ou « porte triomphale » est ornée d'une rangée d'arcs en mitre supportés par des pilastres cannelés surmontés de chapiteaux ioniques

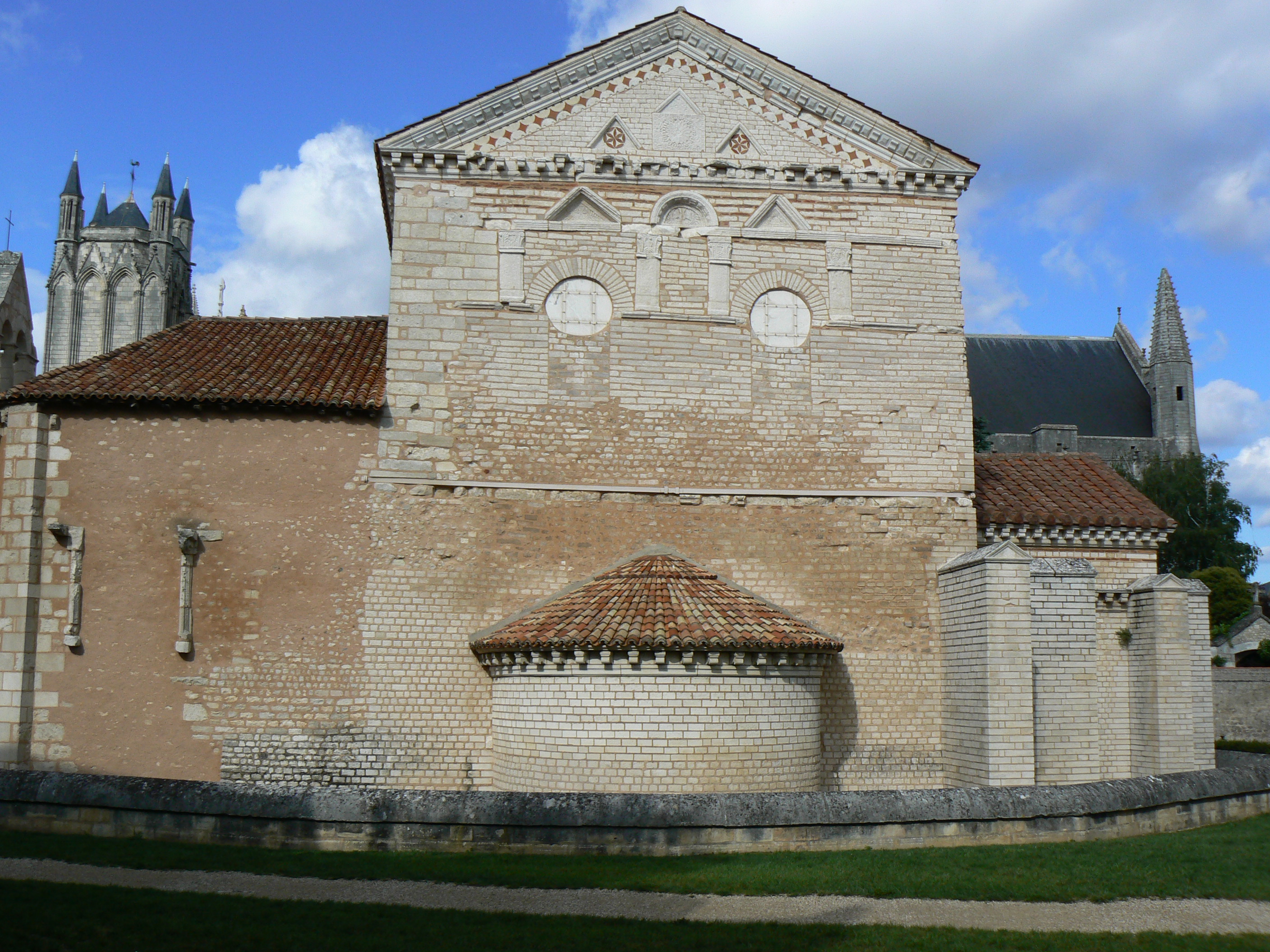
Baptistère de Poitiers.
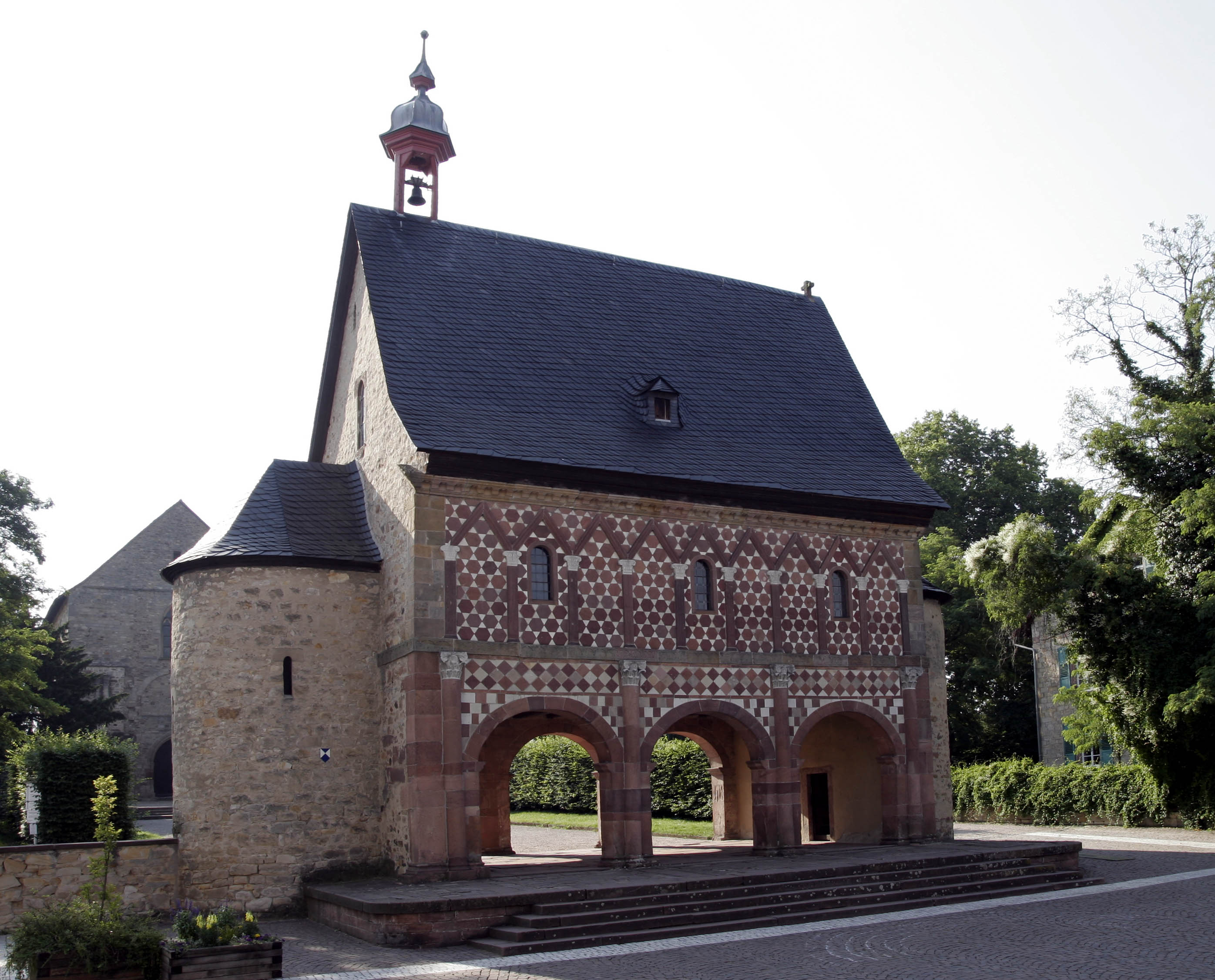
L'abbaye de Lorsch (VIIIe siècle).

## L'arc en mitre dans l'architecture ottonienne
L'église Saint-Cyriaque de Gernrode, témoin de l'architecture ottonienne construit entre 960 et 1000 en Basse-Saxe, présente des arcs en mitre au niveau d'une des deux tours circulaires flanquant la façade ouest ainsi que de curieux arcs en mitre au-dessus des chapiteaux surmontant les piliers séparant la nef centrale des bas-côtés.

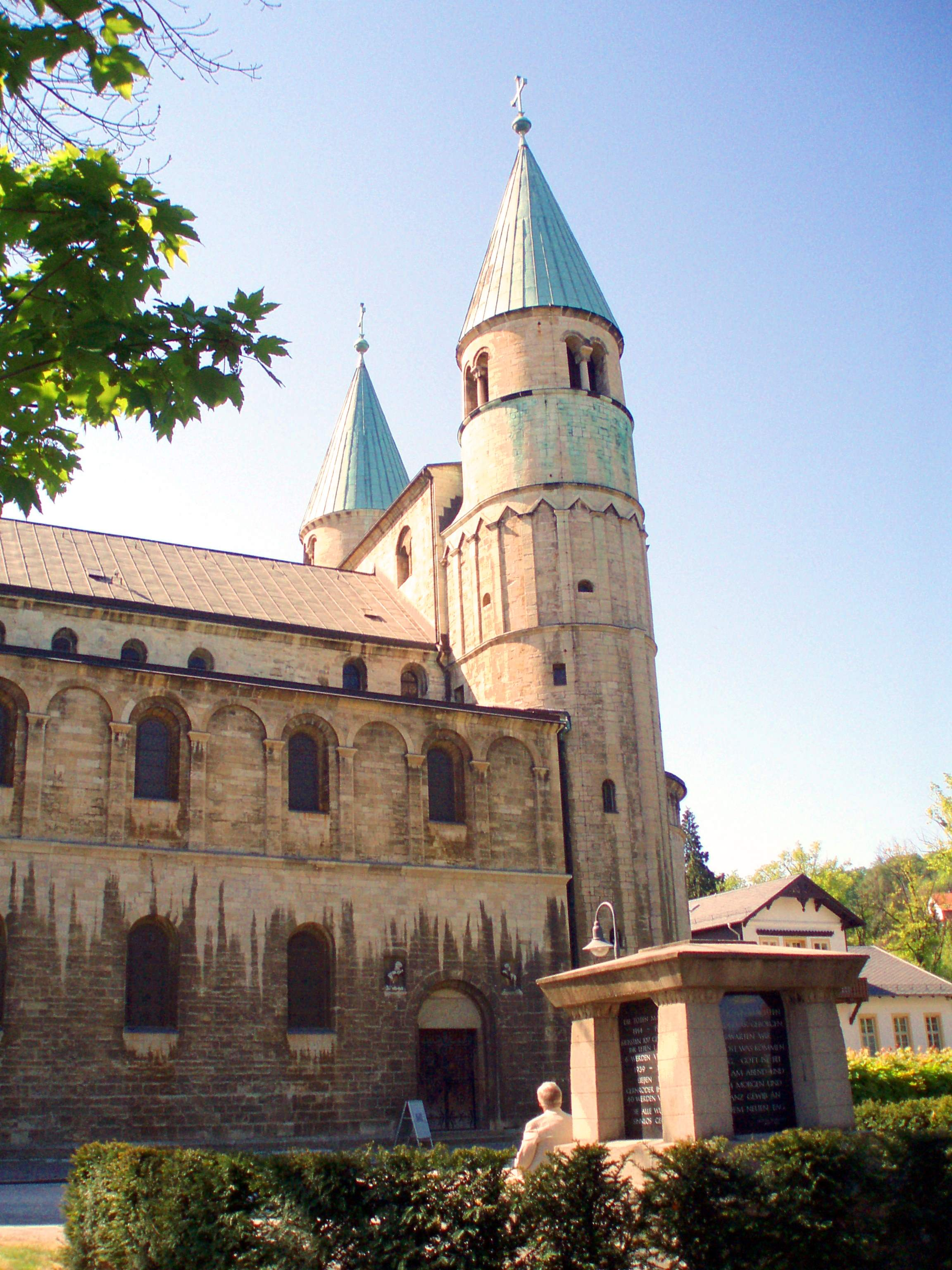
Gernrode : tour circulaire.
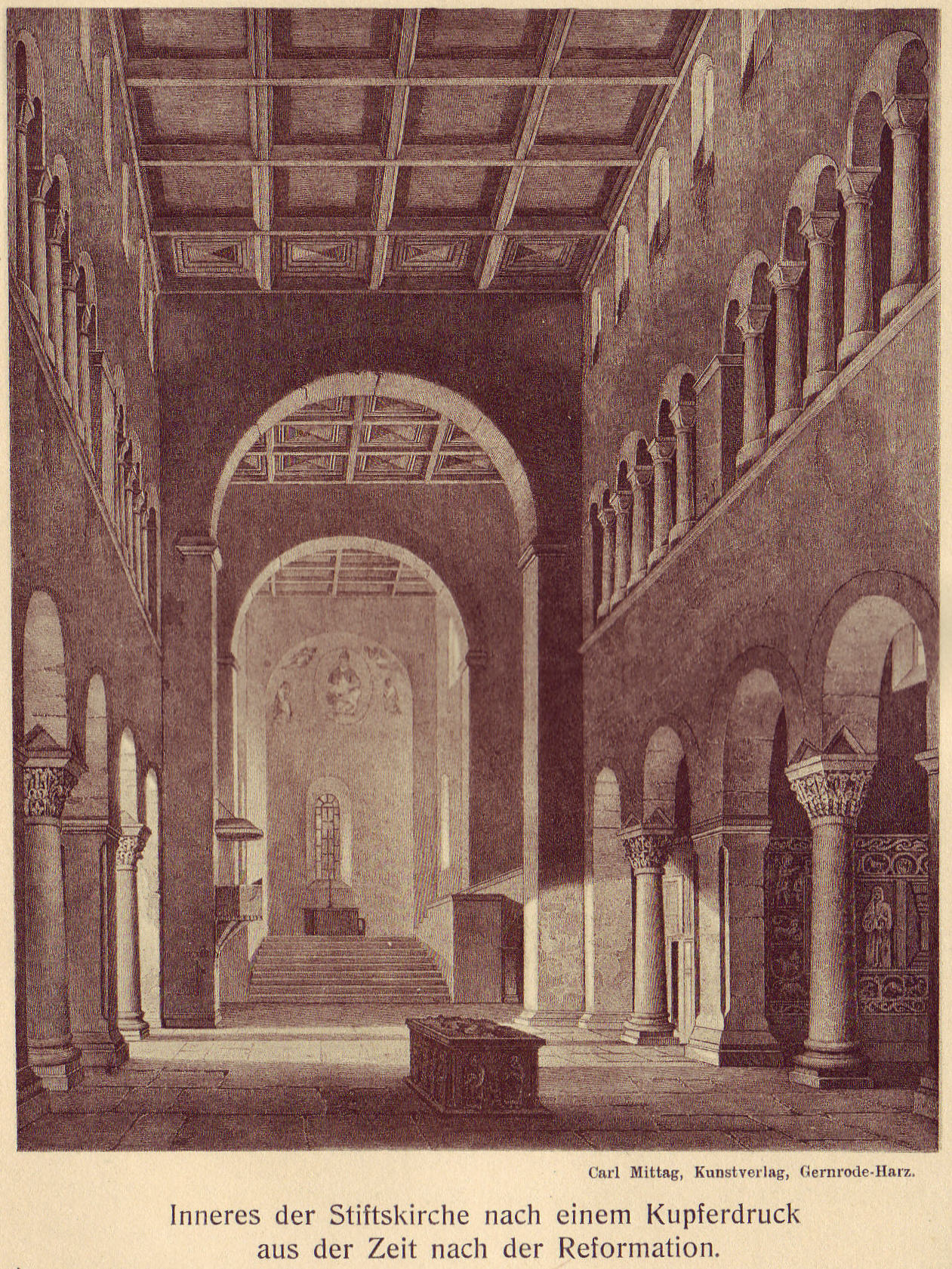
Gernrode : nef.

## L'arc en mitre dans l'architecture saxonne
En Grande-Bretagne, les baies et décors en arc angulaire sont caractéristiques des petites églises saxonnes (900-1050), les édifices plus grands ayant été reconstruits à la période normande.

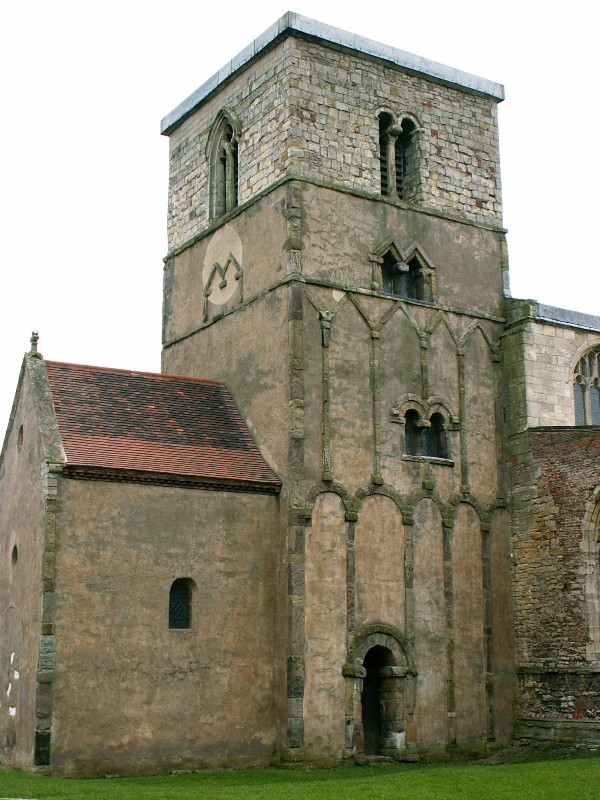
St-Peter, Barton-on-Humber.
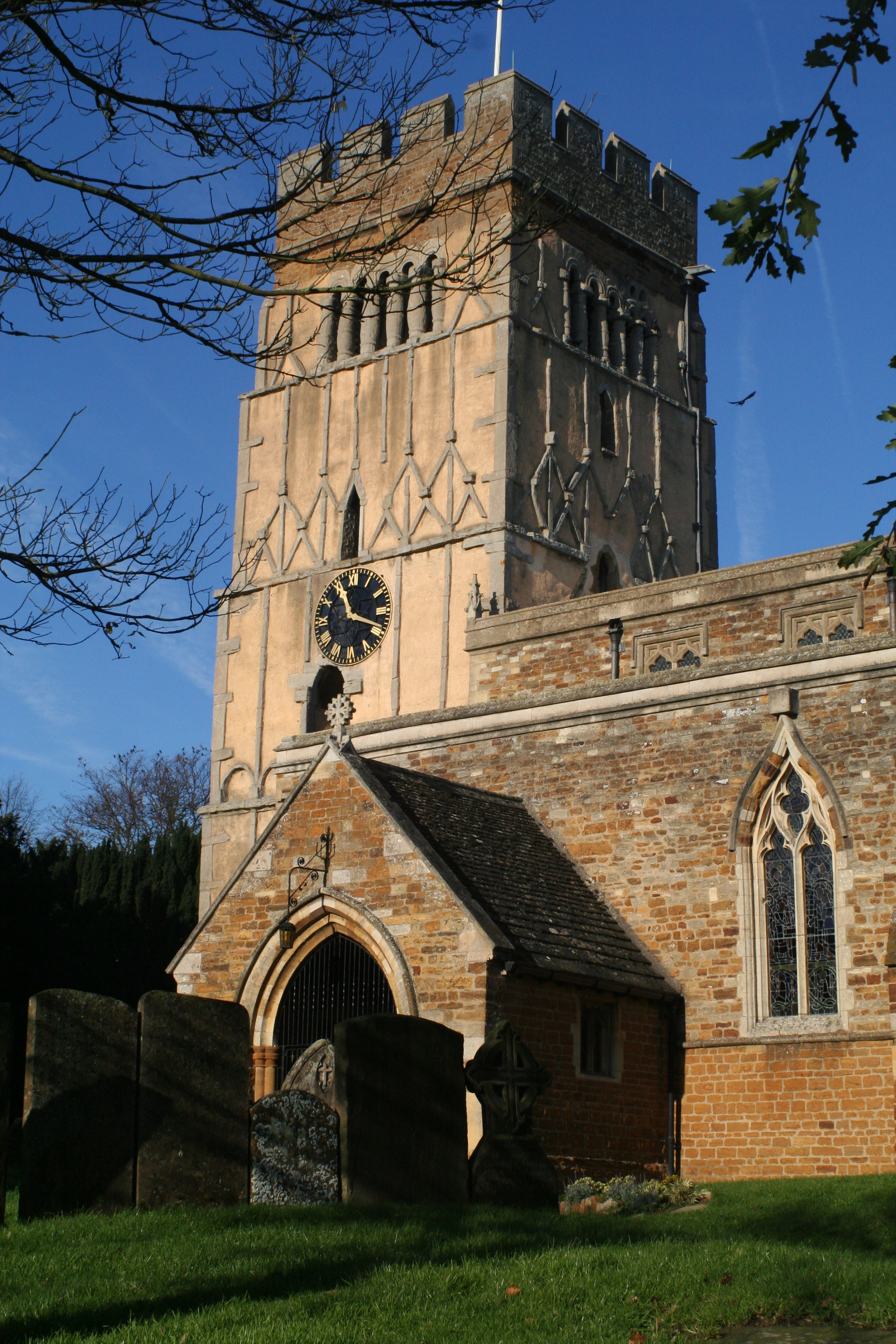
Earls Barton Church.

## L'arc en mitre dans l'architecture romane

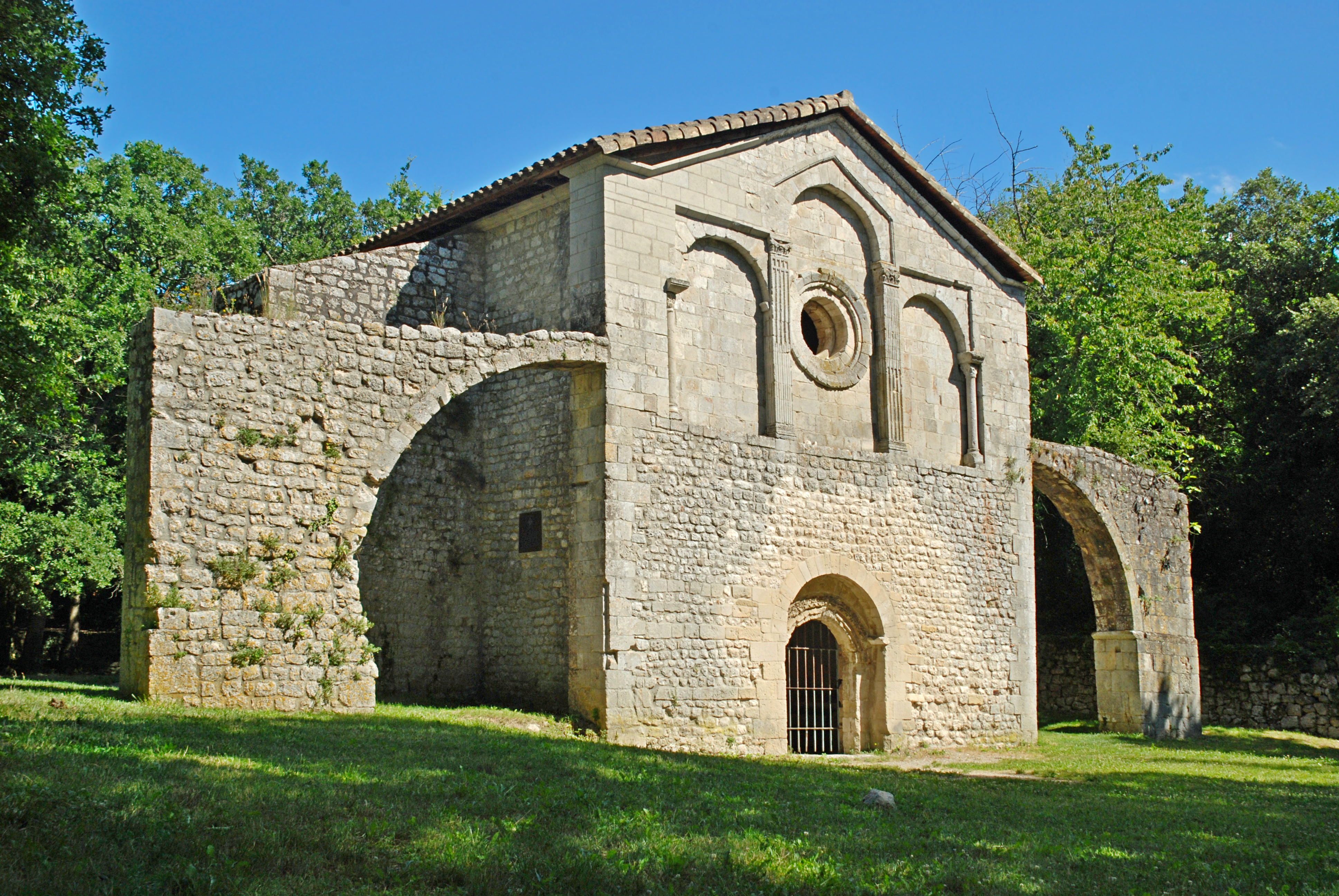
Prieuré du Val des Nymphes.

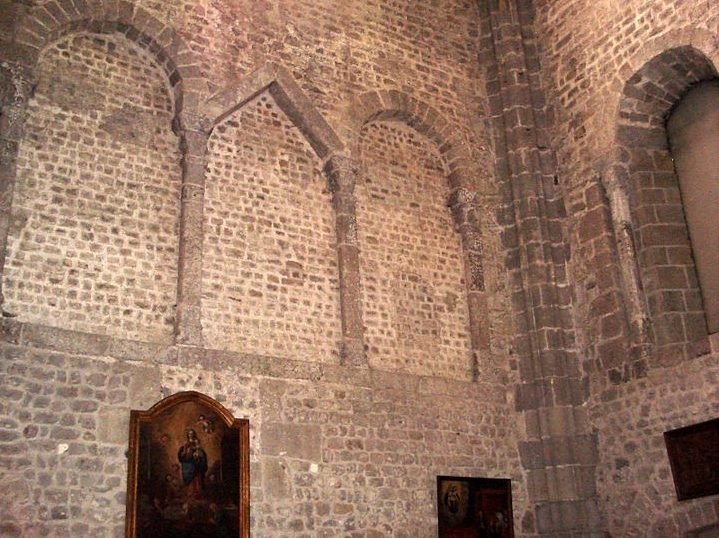
Saint-Géraud d'Aurillac.

À l'époque romane, l'arc en mitre apparaît de nouveau en tant qu'élément central du triplet.
On le retrouve ainsi en Drôme provençale sur la façade du prieuré du Val des Nymphes, près de La Garde-Adhémar, chapelle typique de l'art roman provençal inspiré de l'antique. L'arc en mitre est ici supporté par des pilastres cannelés ornés de chapiteaux à feuilles d'acanthe.
Le triplet incluant l'arc en mitre orne à la même époque le fond du transept de nombreuses églises romanes auvergnates :
- quatre des cinq églises romanes majeures d'Auvergne :
  - basilique Notre-Dame du Port à Clermont-Ferrand
  - abbatiale Saint-Austremoine à Issoire
  - église Notre-Dame d'Orcival
  - église de Saint-Nectaire

- église Saint-Géraud de l'abbaye d'Aurillac[6].
- église abbatiale Saint-Léger d'Ébreuil[7]

- collégiale Saint-Victor et Sainte-Couronne d'Ennezat

## L'arc en mitre dans l'architecture gothique méridionale

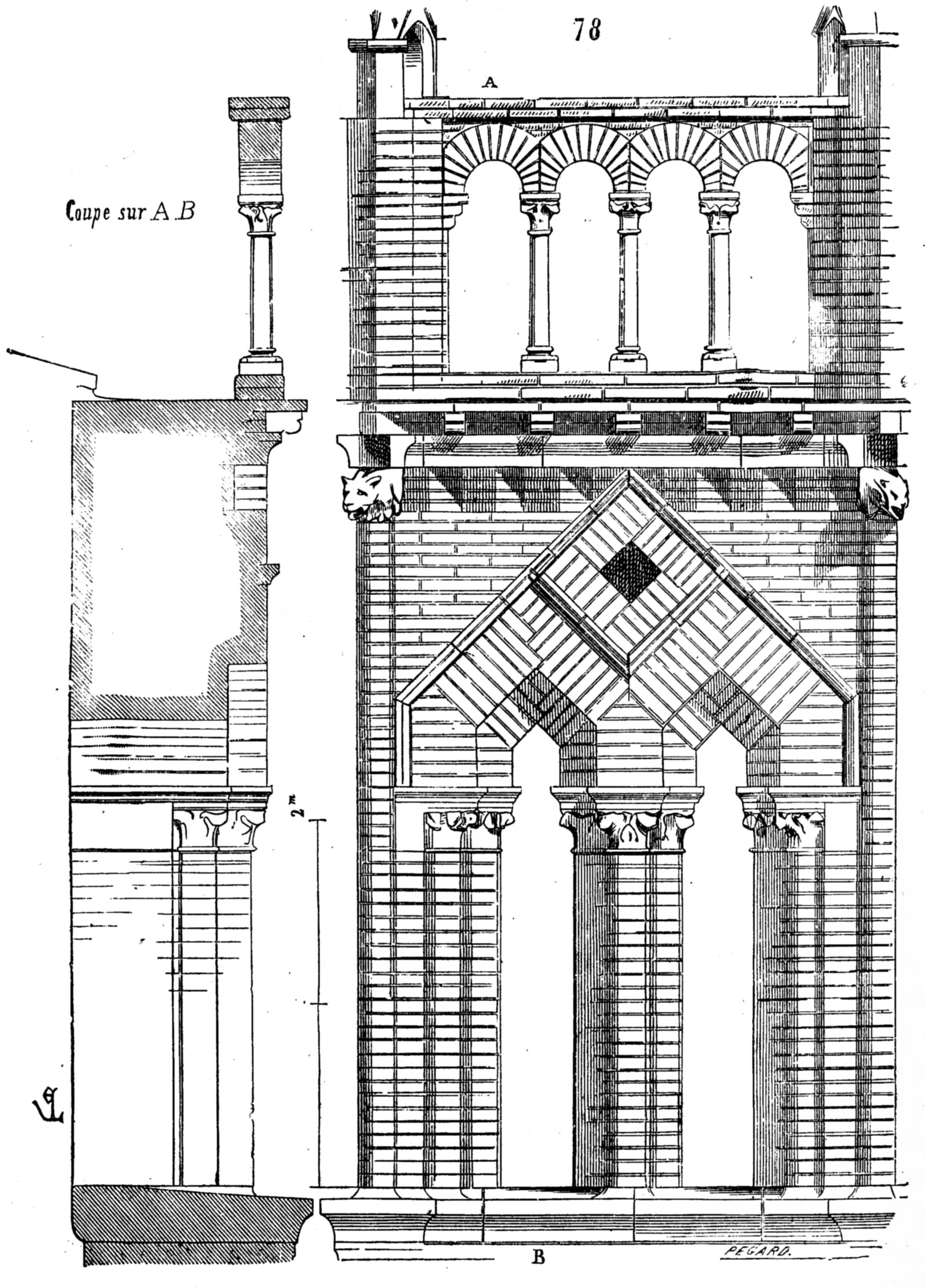
Clocher des Jacobins de Toulouse, illustration du Dictionnaire de Viollet-le-Duc.

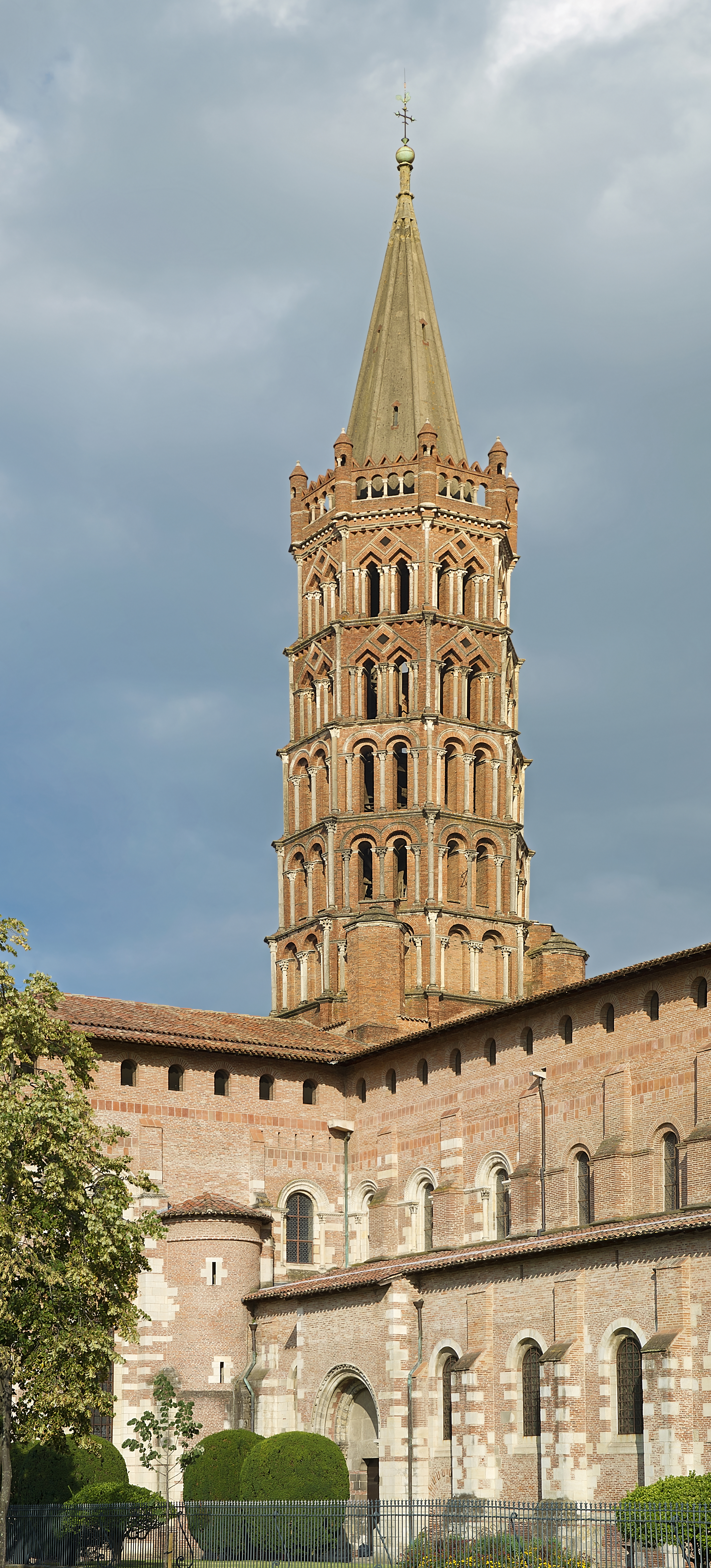
Basilique Saint-Sernin de Toulouse.

À Toulouse et dans sa région où la pierre manque, l'architecture romane et l'architecture gothique utilisent intensivement la brique.
L'arc en mitre a acquis dans ce style « gothique de la brique » méridional une grande vogue que Viollet-le-Duc explique par une plus grande facilité de mise en œuvre : l'arc en mitre permet d'utiliser un module unique de brique et il n'est pas nécessaire de mouler des briques en claveaux comme pour les arcatures en plein cintre (comparer les arcs du dernier étage du clocher des Jacobins et les arcatures de la balustrade supérieure sur l'illustration du Dictionnaire de Viollet-le-Duc).
Il faut cependant remarquer que cette solution technique de l'arc en mitre n'a pas été adoptée par les autres styles relevant du « gothique de la brique » comme celle de Flandre (Bruges, Poperinge, Rubrouck…) ou encore le « style gothico-mudéjar de la brique » en Espagne.
L'arc en mitre caractérise donc par excellence le « clocher toulousain » en brique, qu'il soit octogonal ou qu'il s'agisse d'un clocher-mur. Ce modèle du « clocher toulousain » s'est également imposé dans des régions voisines où la construction en pierre prédomine pourtant : le Lauragais, l'Ariège, le Couserans…
- Clochers octogonaux ornés de baies géminées surmontées d'arcs en mitre :
  - Languedoc toulousain
    - Toulouse
      - église des Jacobins
      - basilique Saint-Sernin
        - les deux derniers étages du clocher de la basilique romane de Saint-Sernin ont été rajoutés en style gothique méridional de façon à égaler en hauteur le clocher de l'église gothique des Jacobins

      - église de l'ex-couvent des Augustins (musée des Augustins)
      - église Saint-Nicolas de Toulouse
      - église du Couvent des Cordeliers (rue du Collège de Foix), dont il ne reste que quelques vestiges, tel que la tour.
      - De plus, certains édifices toulousains plus récents reprennent ce type de clocher (voire plus bas la section « Architecture néogothique »). Une manière de faire revivre cet élément architectural emblématique à Toulouse.

    - Beaumont-de-Lomagne : église Notre-Dame-de-l'Assomption de Beaumont-de-Lomagne
    - Bessières : église Saint Jean-Baptiste
    - Daux : église Saint-Barthélémy
    - Grenade : église Notre-Dame-de-l'Assomption de Grenade
    - Lombez : cathédrale Sainte-Marie
    - Montauban : église Saint-Jacques
    - Montech : Notre-Dame de la Visitation
    - Montricoux : église Saint-Pierre
    - Muret : église Saint-Jacques
    - Nègrepelisse : église Saint-Pierre-ès-Liens
    - Rieux-Volvestre : cathédrale de la Nativité-de-Marie de Rieux

  - Lauragais
    - Saint-Félix-Lauragais

  - Ariège
    - Pamiers
      - cathédrale Saint-Antonin
      - tour des Cordeliers

  - Couserans
    - Saint-Lizier : cathédrale Saint-Lizier

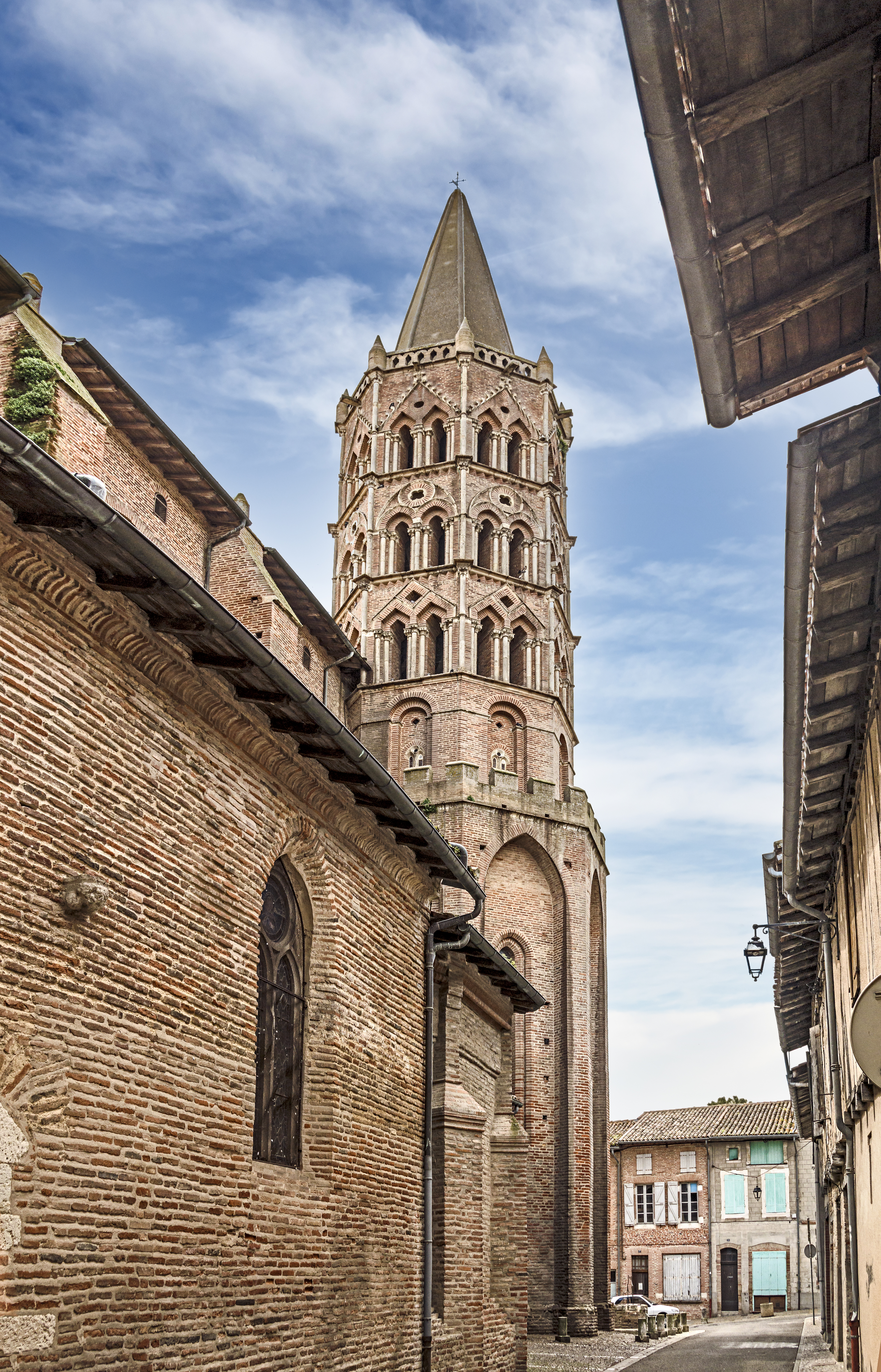
Beaumont-de-Lomagne.
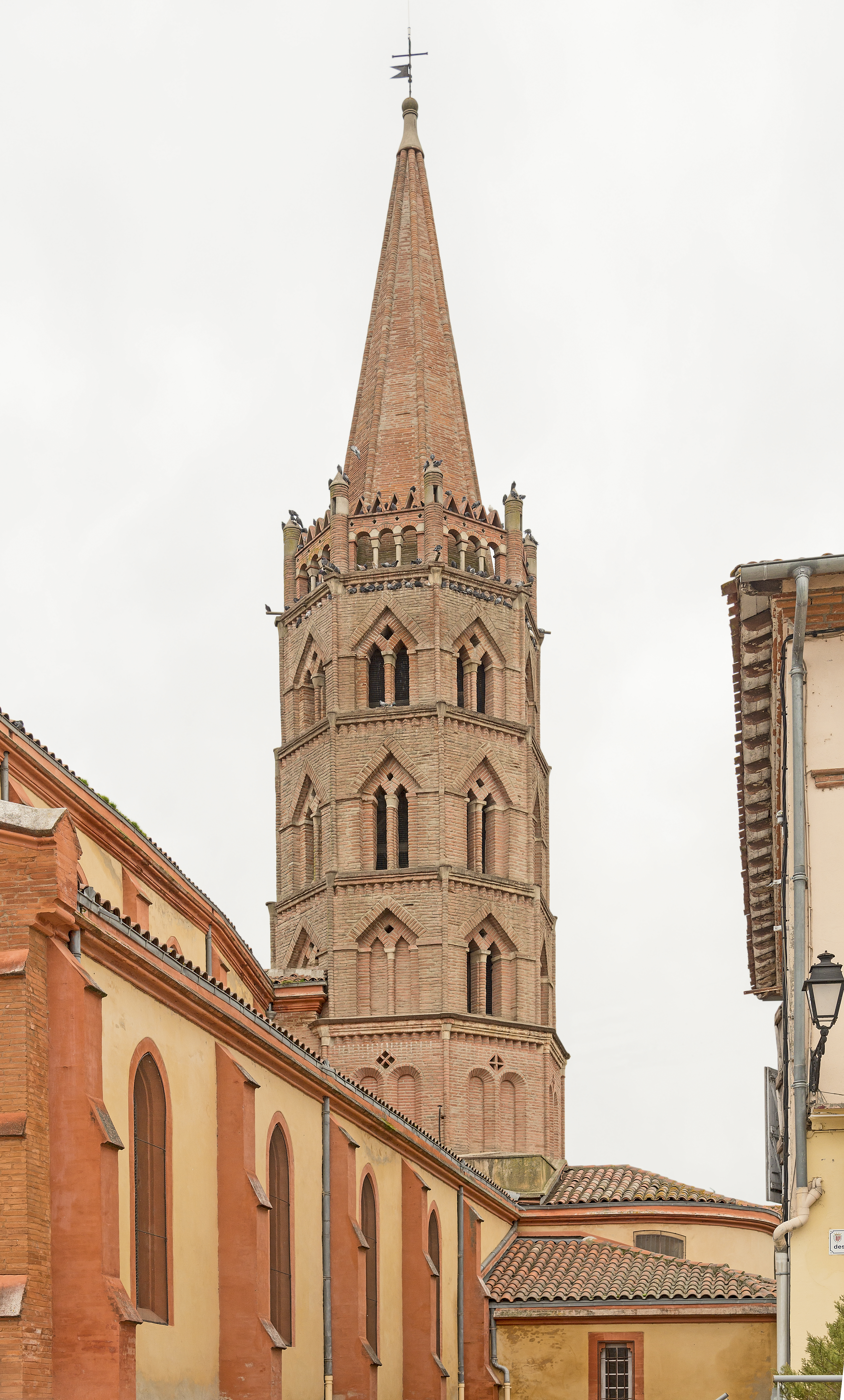
Bessières (Haute-Garonne).
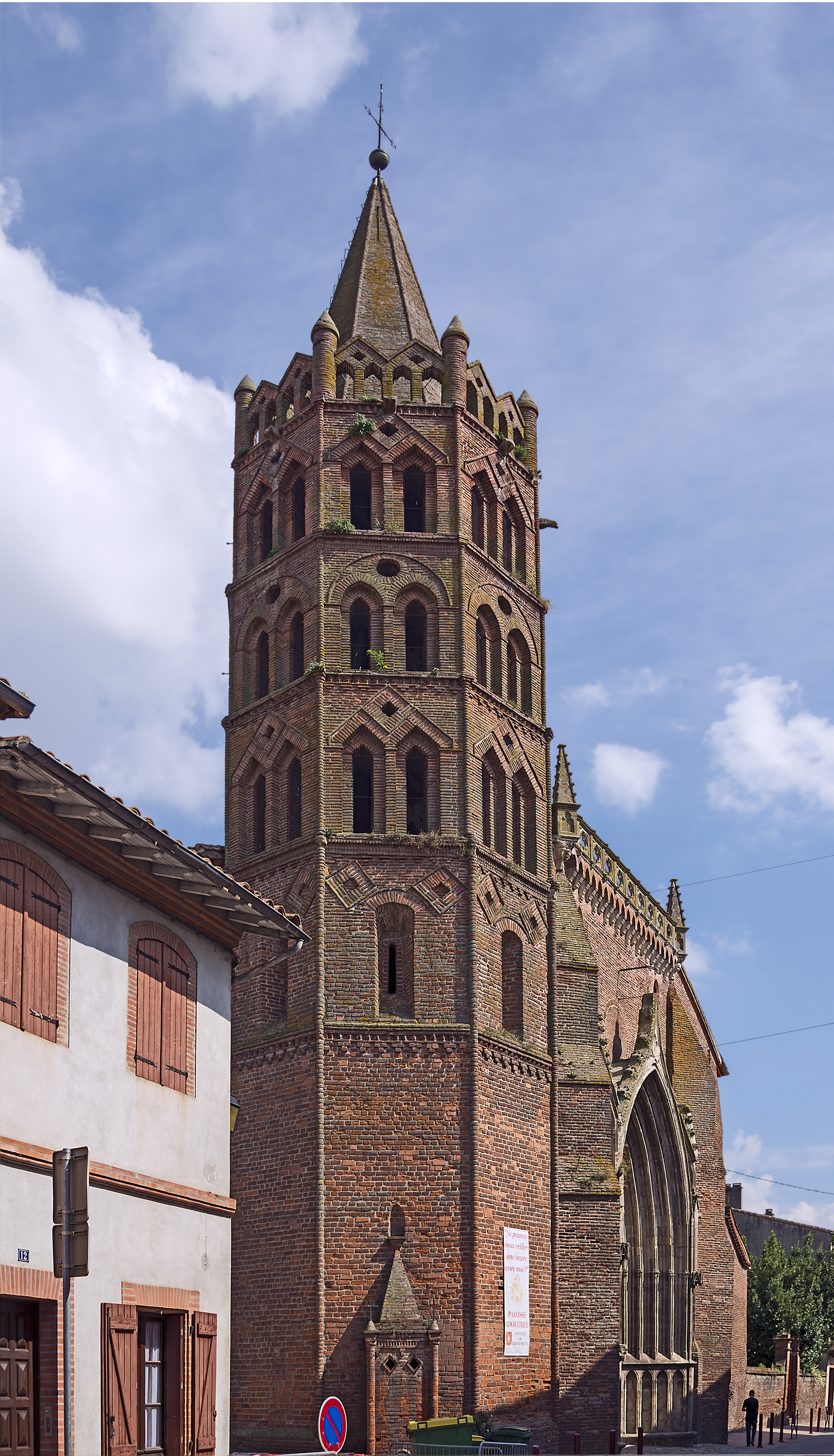
Grenade (Haute-Garonne).
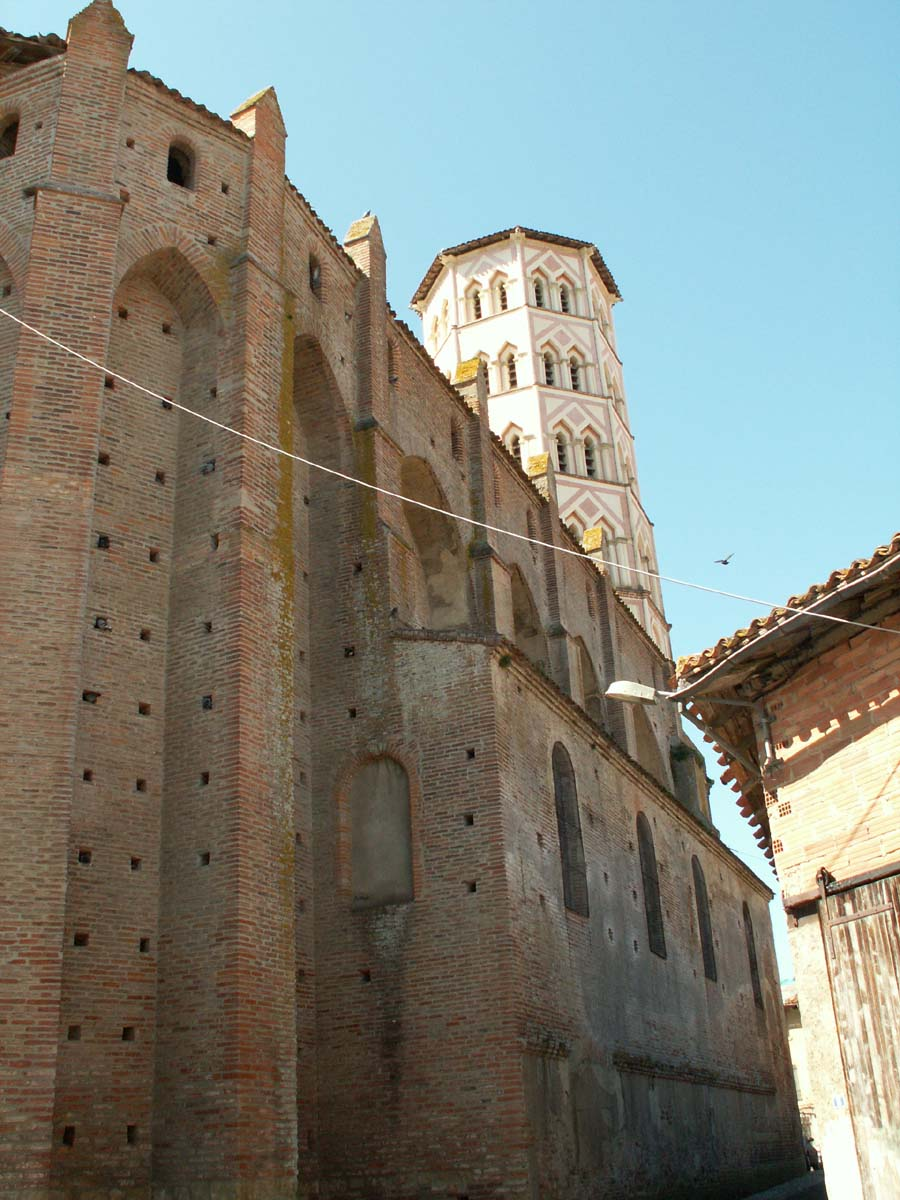
Lombez.
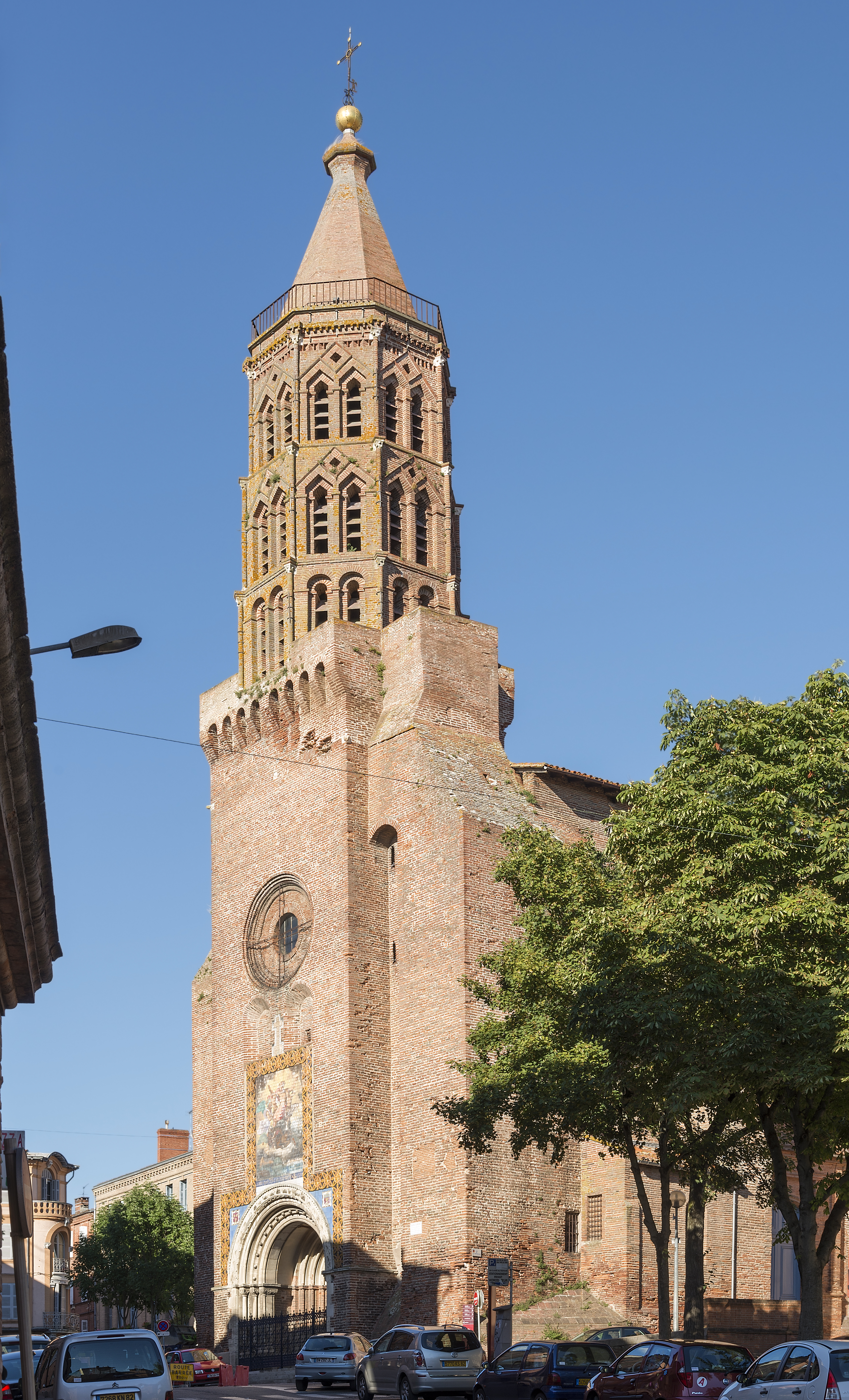
L'église Saint-Jacques, Montauban.
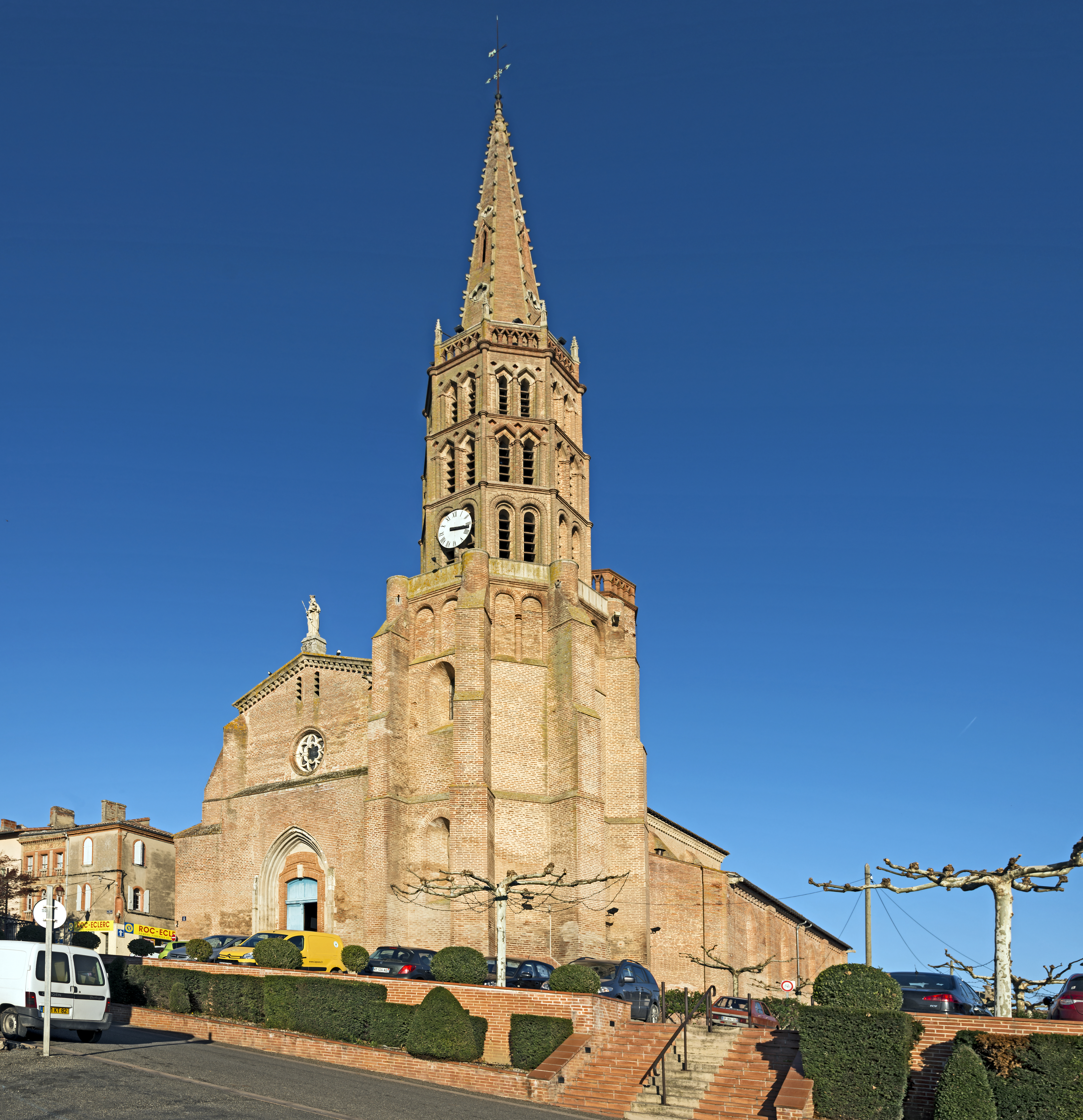
Notre-Dame de la Visitation, Montech.
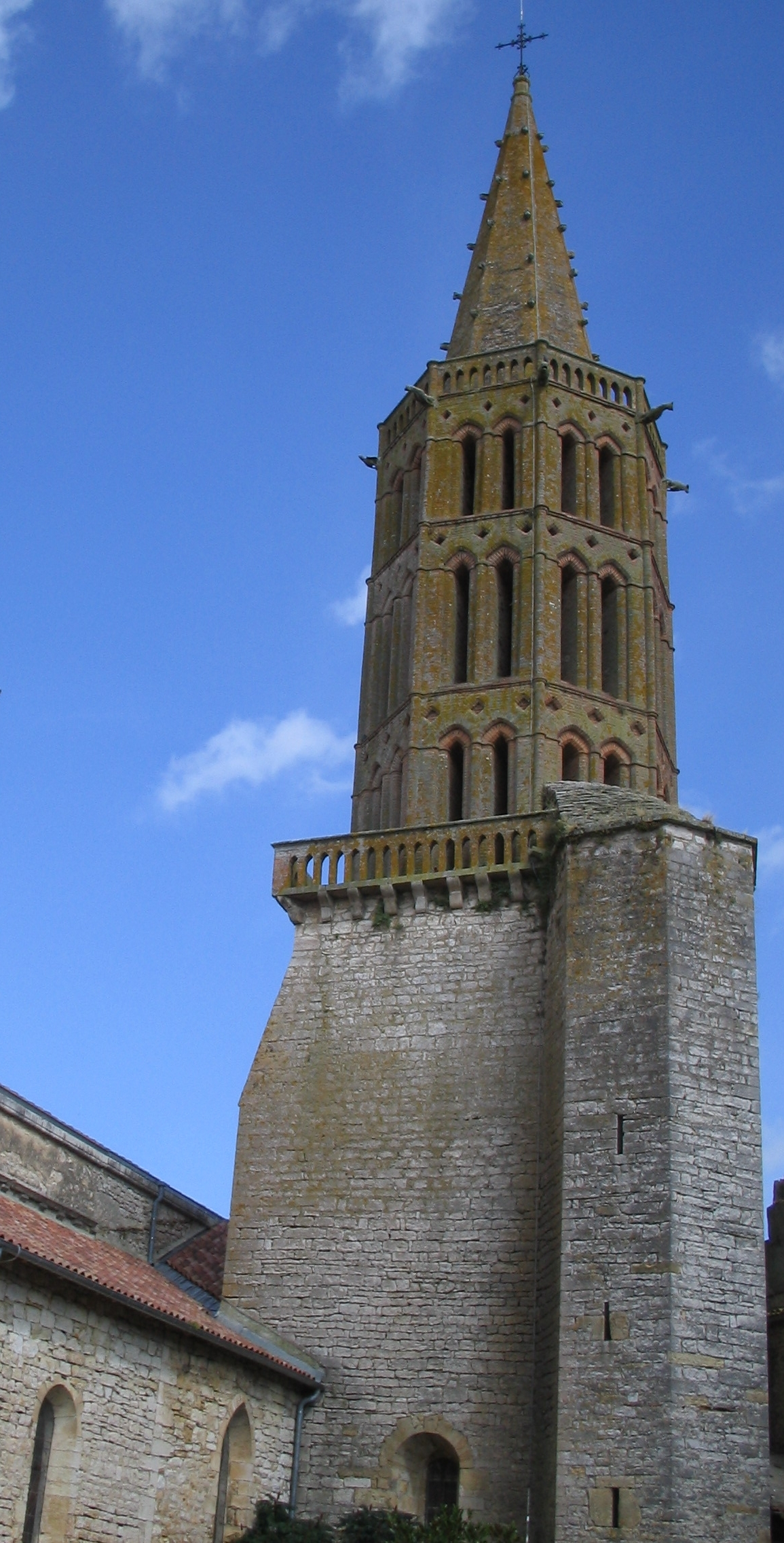
Montricoux.

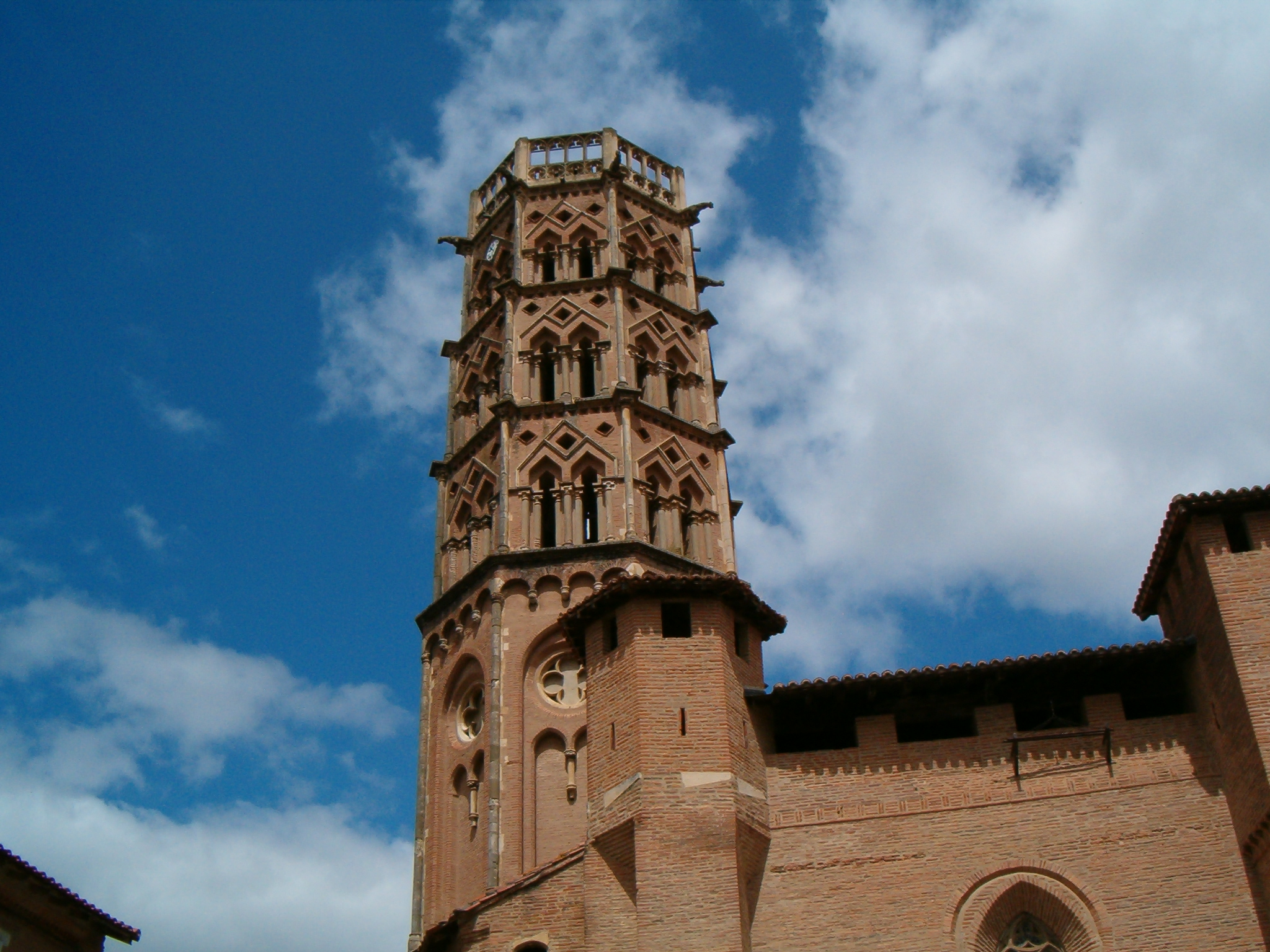
Rieux.
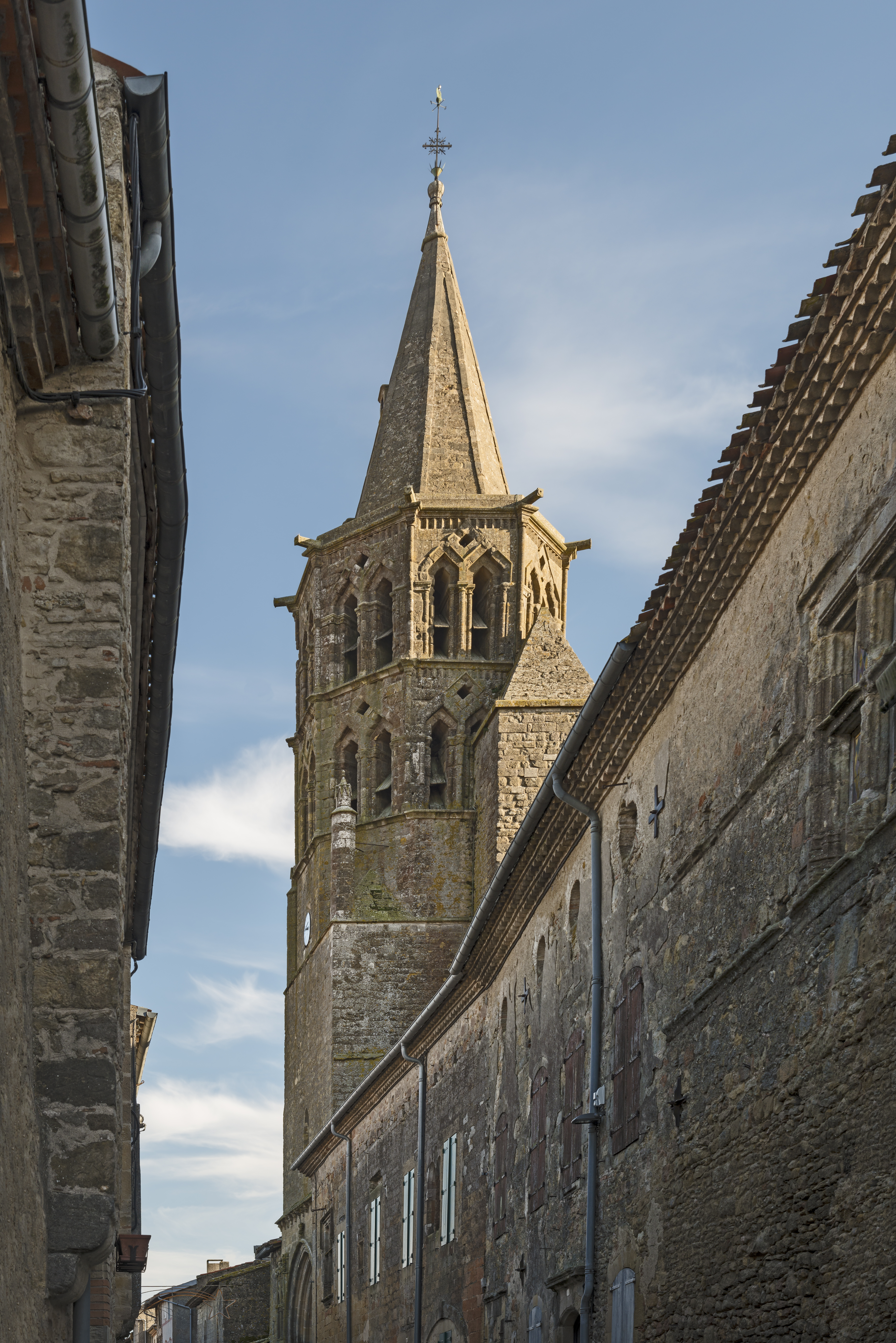
Saint-Félix-Lauragais.
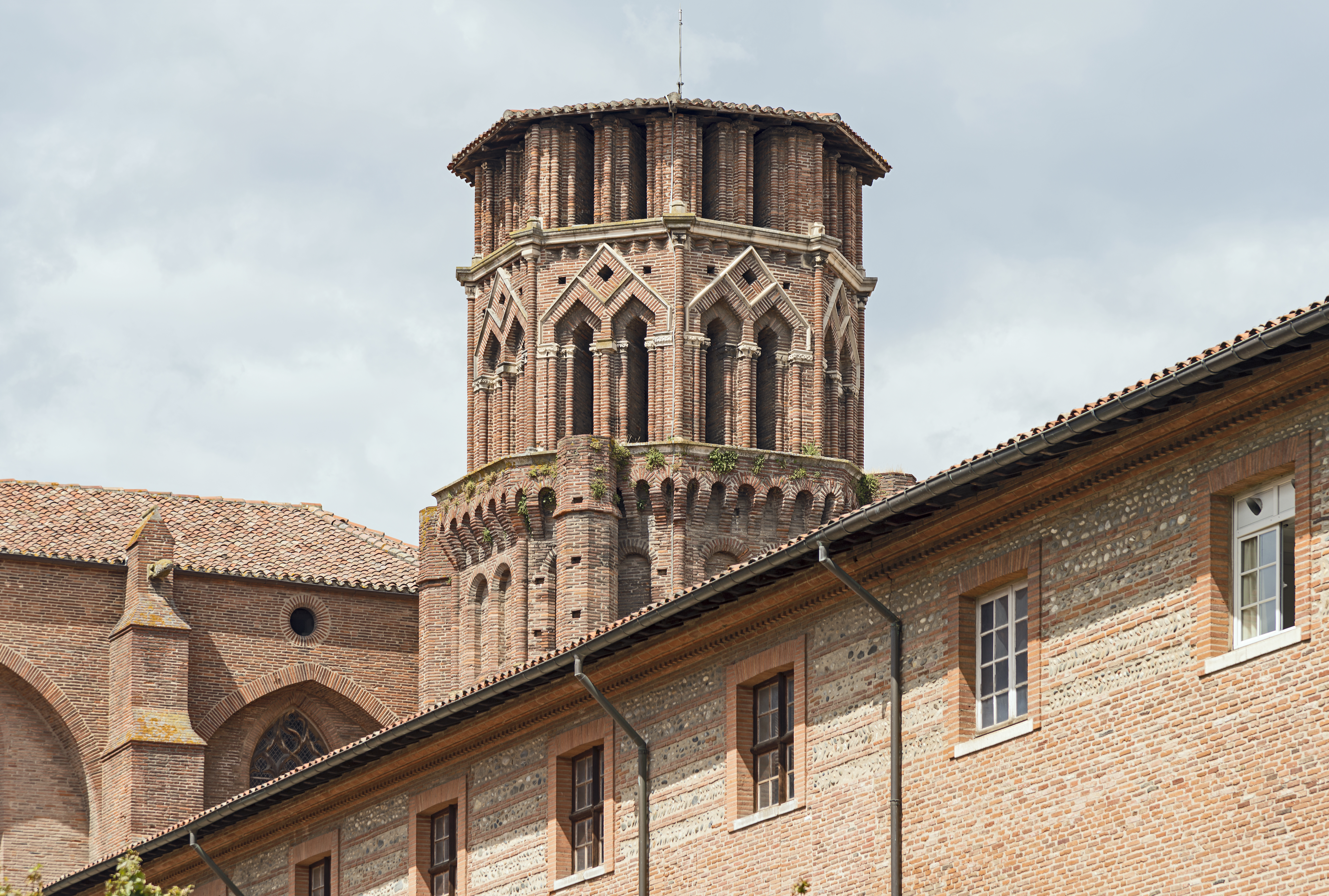
Clocher des Augustins, Toulouse.
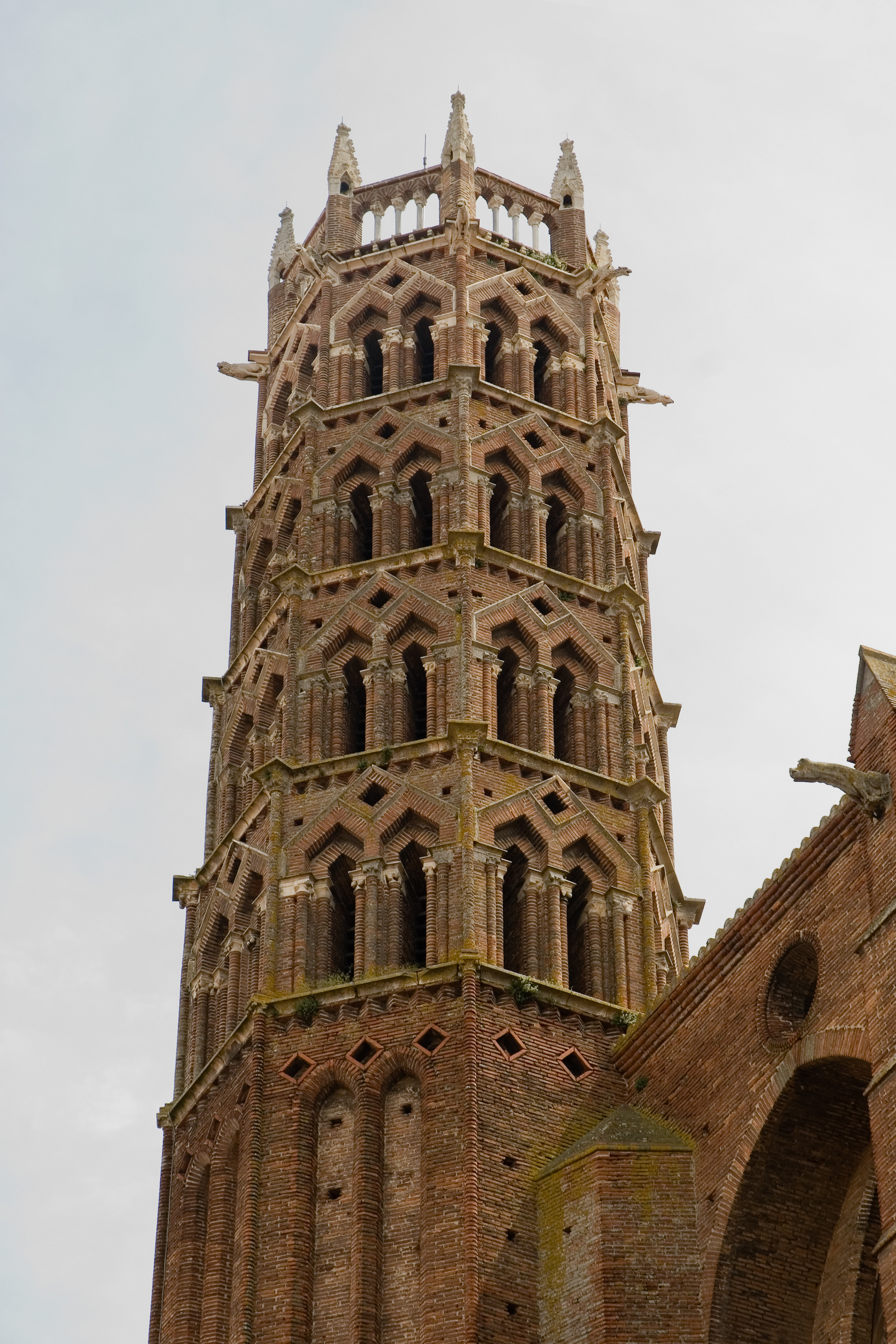
Église des Jacobins, Toulouse.

- Clochers-murs avec baies campanaires surmontées d'arcs en mitre :
  - Baziège : église
  - Miremont : église Saint-Eutrope
  - Montgiscard : église Saint-André
  - Plaisance-du-Touch, église Saint-Barthélémy
  - Toulouse : église Notre-Dame du Taur
  - Villariès
  - Villebrumier : église Saint-Théodard
  - Villefranche-de-Lauragais
  - Villenouvelle

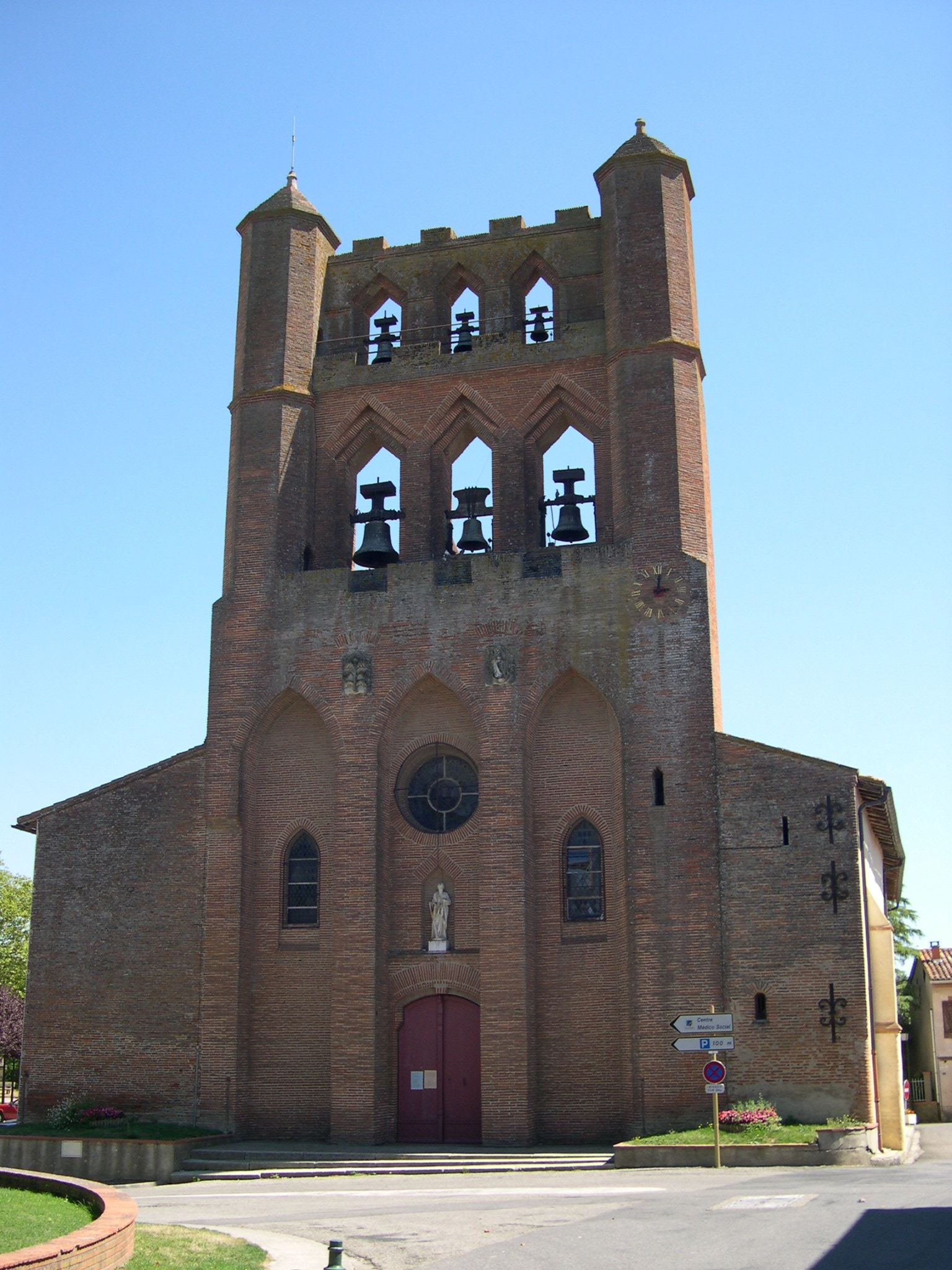
Montgiscard.
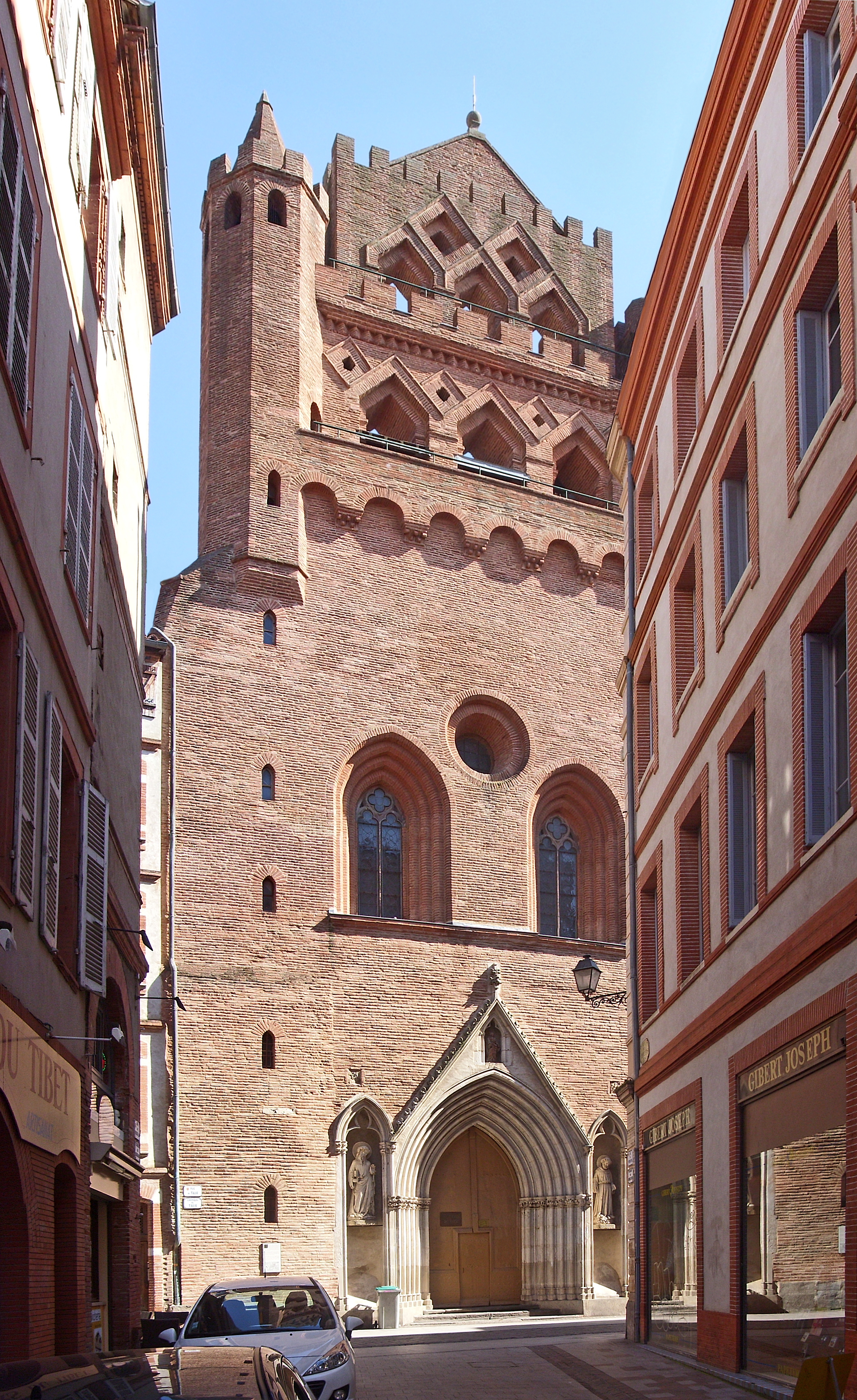
Église Notre-Dame du Taur à Toulouse.
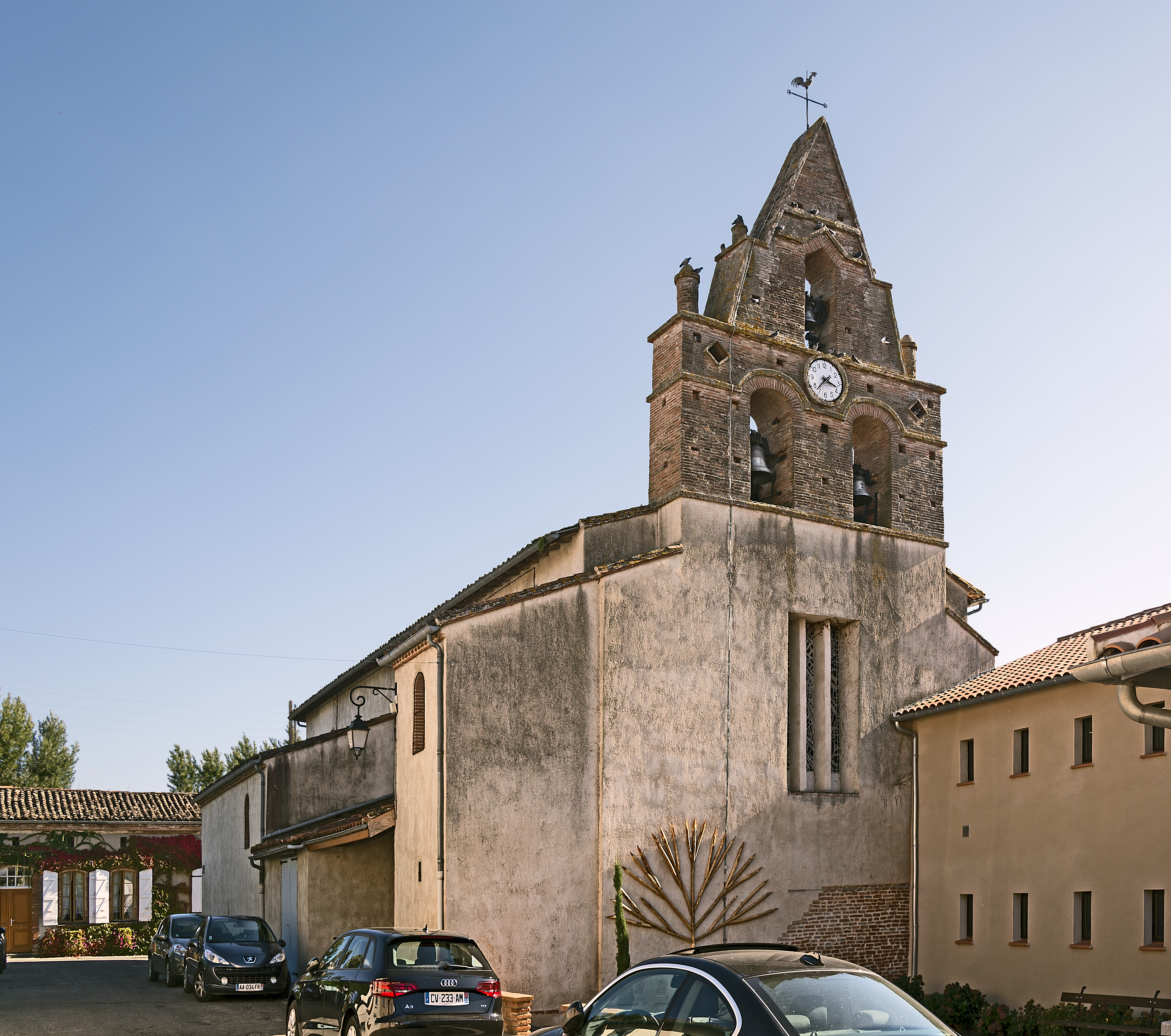
Villebrumier.
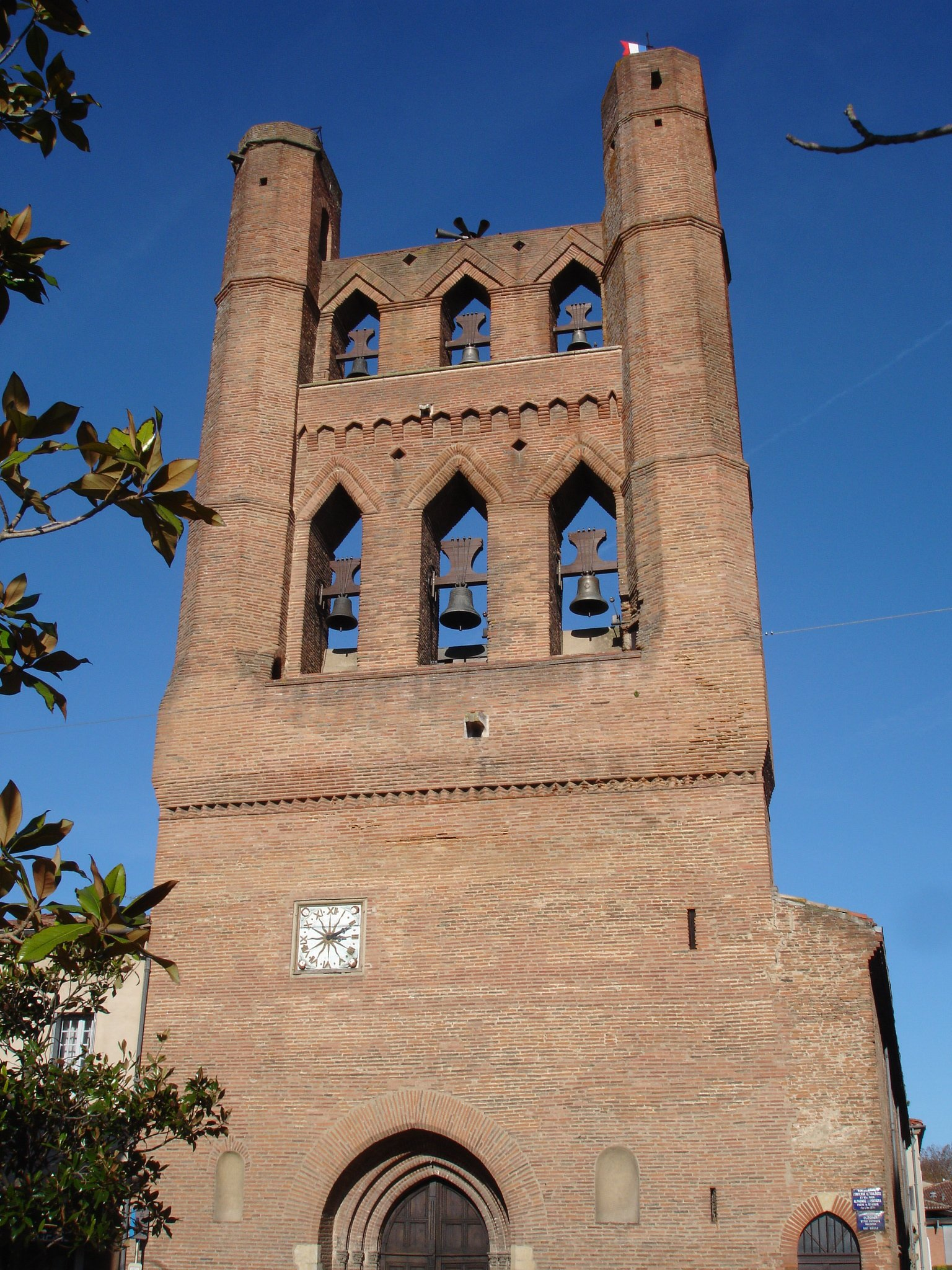
Villefranche-de-Lauragais.
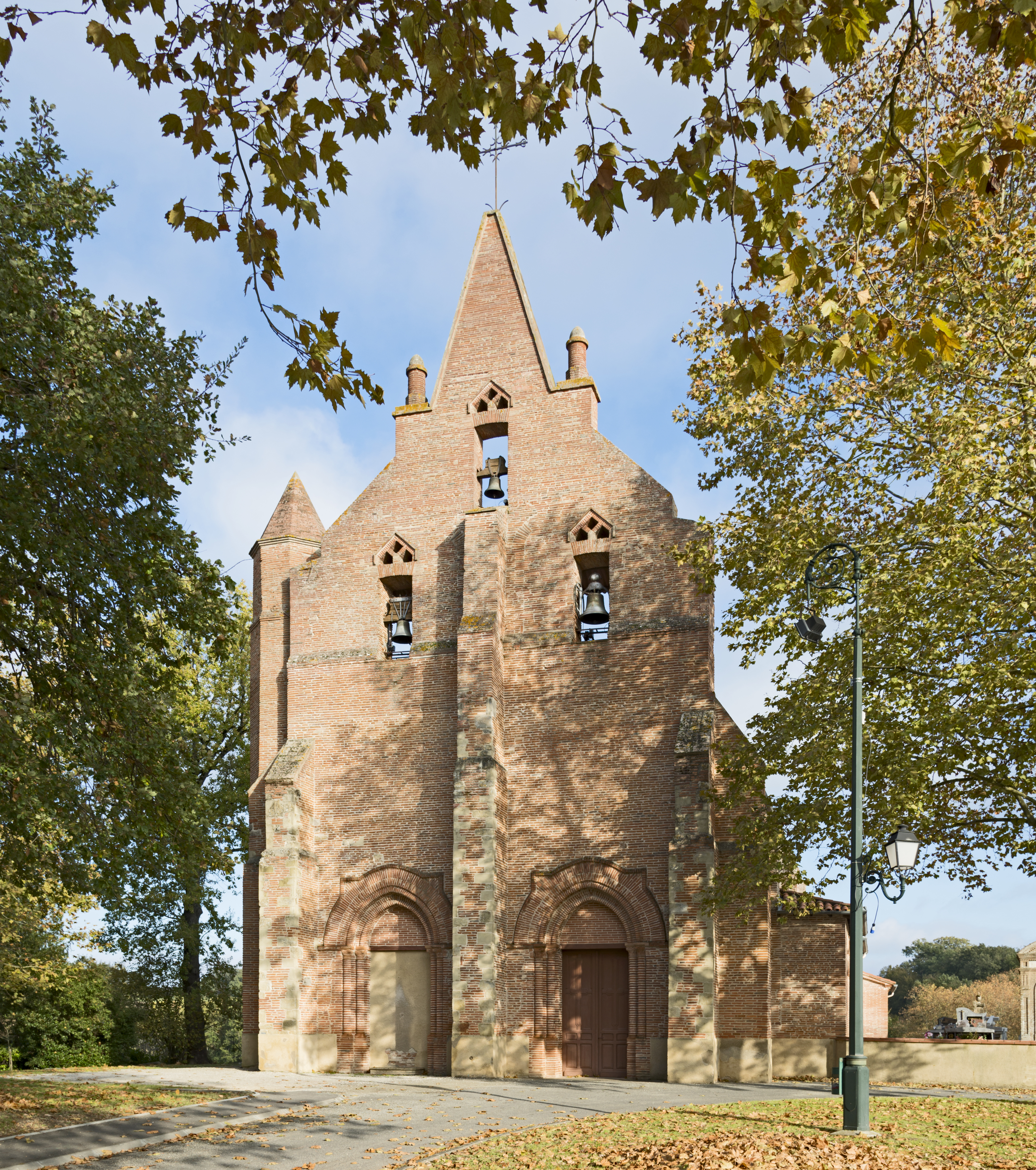
Villariès.

## L'arc en mitre dans l'architecture moderne
En 1858, Viollet-le-Duc publie le modèle de l'arc en mitre dans son Dictionnaire. Le courant éclectique et le retour à des formes médiévales (le style troubadour) vont le remettre au goût du jour, non seulement dans la région toulousaine, mais aussi dans le reste de la France. Émile Boeswillwald, disciple de Viollet-le-Duc, va contribuer à répandre ce vocabulaire architectural : église de Masny (Aisne), 1863, de style hispano-mauresque et néo-roman.
Dès 1845, le choix des architectes de recourir à ces formes d'une culture locale se voit conforté par la volonté des communautés, qui préfèrent parfois se passer des aides officielles plutôt que de renoncer à ce qui constitue une véritable identité culturelle.

### Architecture néo-romane
- Auvergne 

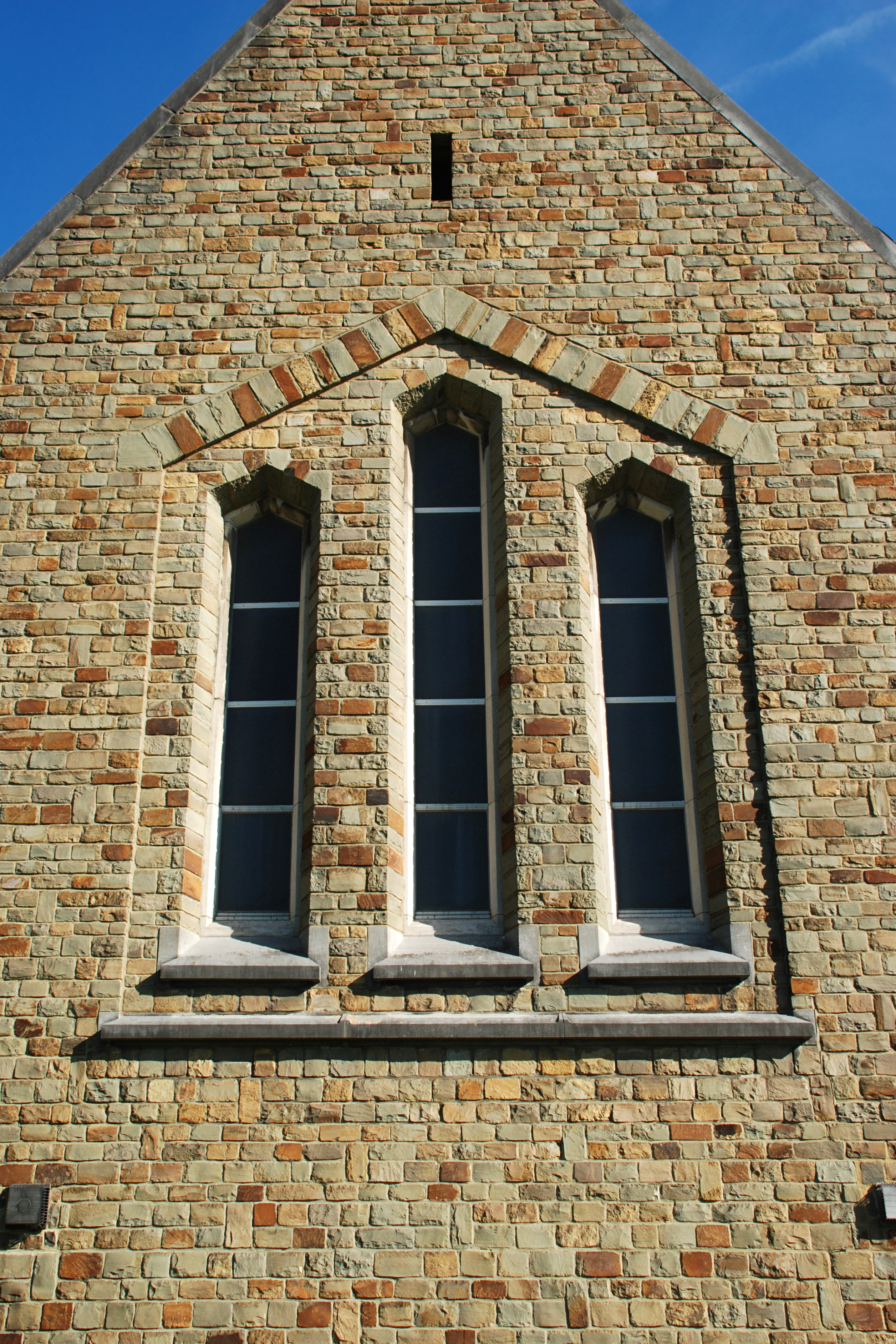
Triplet d'arcs en mitre ornant le transept de l'église Saint-Géry de Limelette (Belgique).

  - Le clocher de la Basilique Notre-Dame-des-Miracles de Mauriac, qui avait été détruit à la Révolution française, a été reconstruit en 1845 : il s'agit de la première manifestation du « néo-roman archéologique » dans le Cantal. Ce clocher a reçu à cette occasion des arcs en mitre sous arc de décharge en plein cintre[11].
- Languedoc toulousain
  - Le clocher de l'église Saint-Médard de Fenouillet dans la banlieue de Toulouse, reconstruit en 1927 en style néo-roman, est surmonté d'une frise d'arcatures en mitre.
- Belgique
  - L'arc en mitre est également présent dans l'architecture néo-romane de Belgique. On le retrouve par exemple à Limelette où il orne les fenêtres de l'église Saint-Géry, détruite par un bombardement en 1944 et reconstruite en style néo-roman en 1953-1955 par l'architecte Max Manfroid. À Limelette, chacun des bras du transept est percé d'un triplet de fenêtres à arc en mitre logé sous un large arc en mitre fait de moellons posés sur champ, auquel des blocs de grès ferrugineux confèrent une belle polychromie.

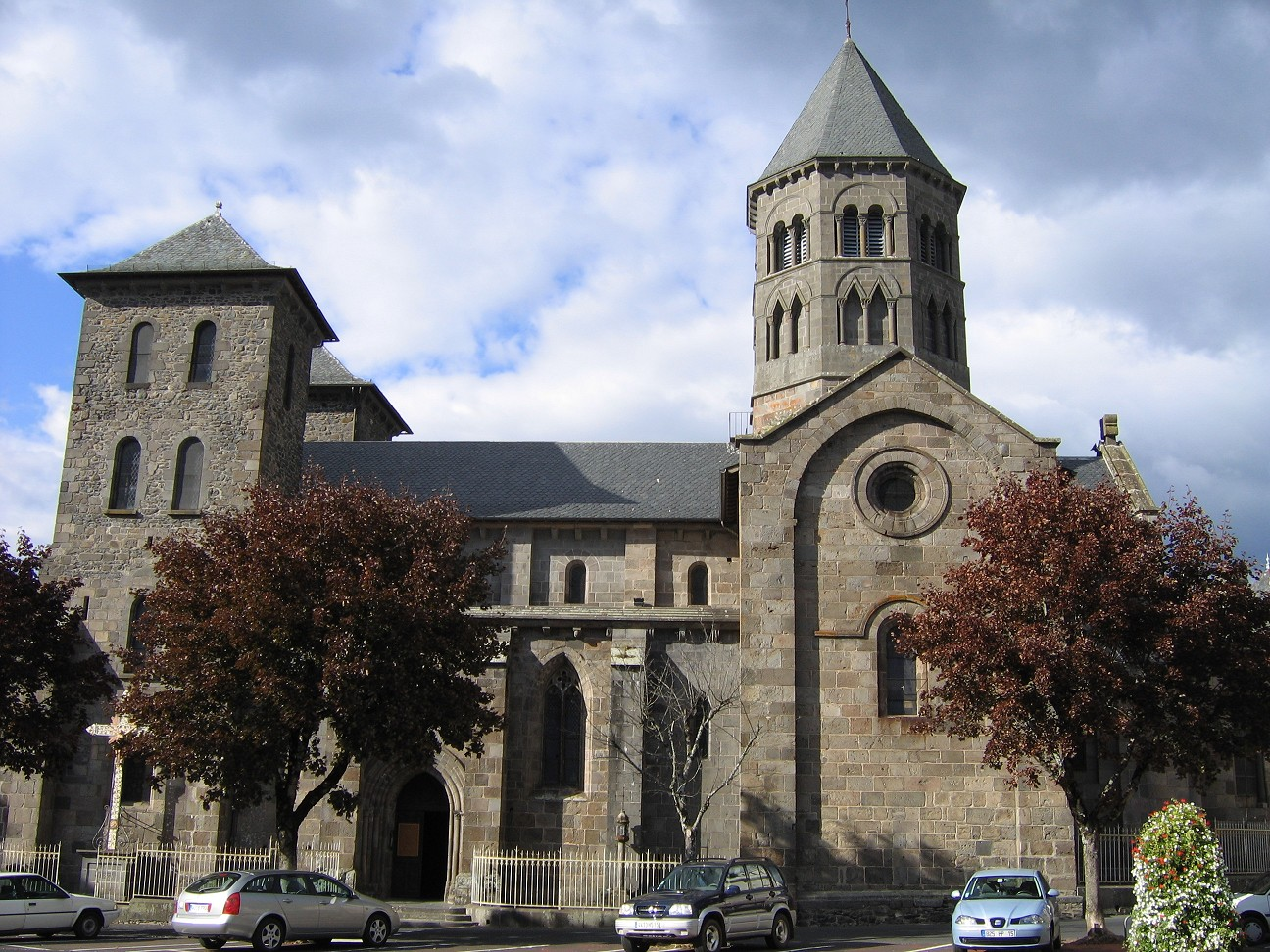
Basilique Notre-Dame-des-Miracles de Mauriac.
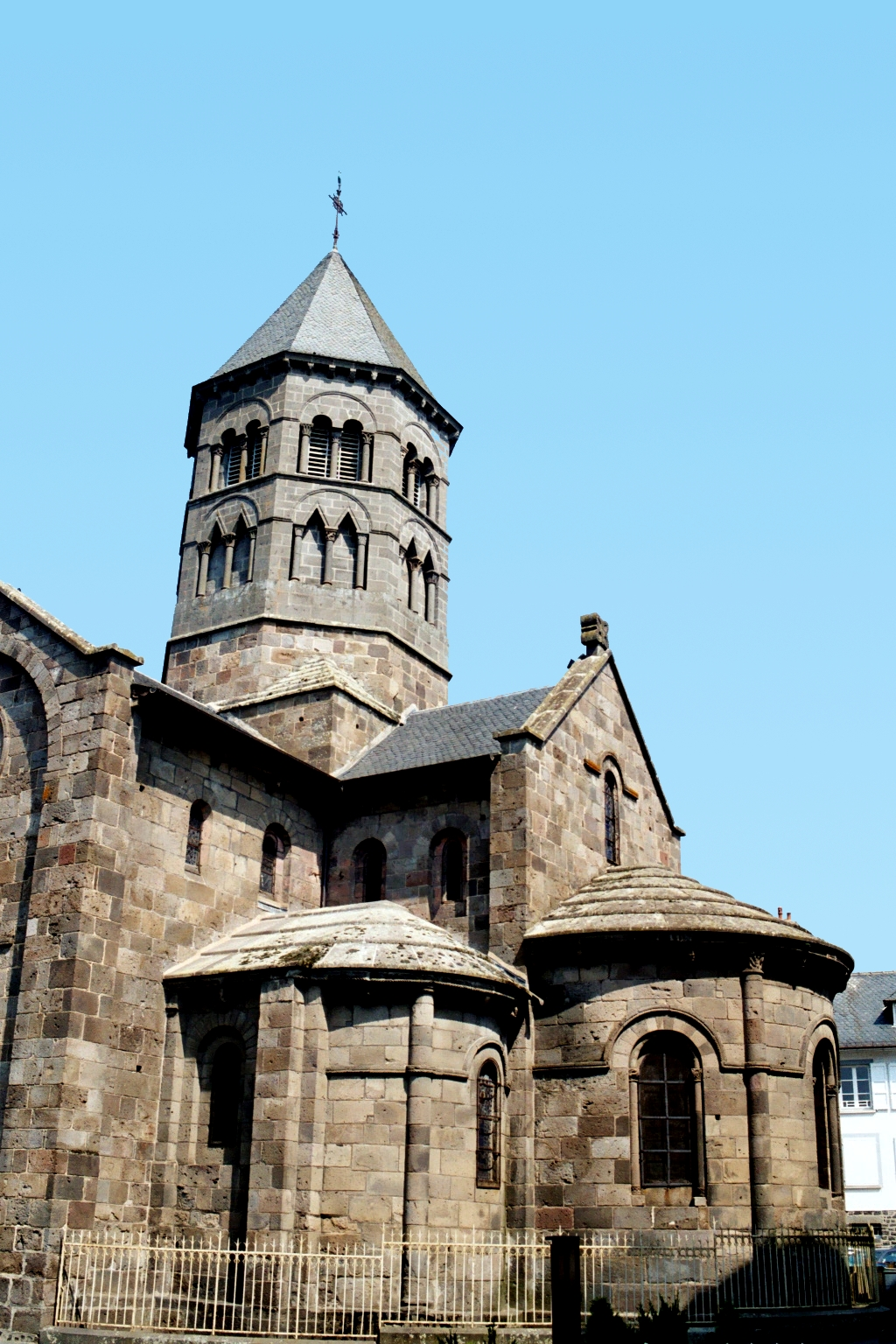
Mauriac.
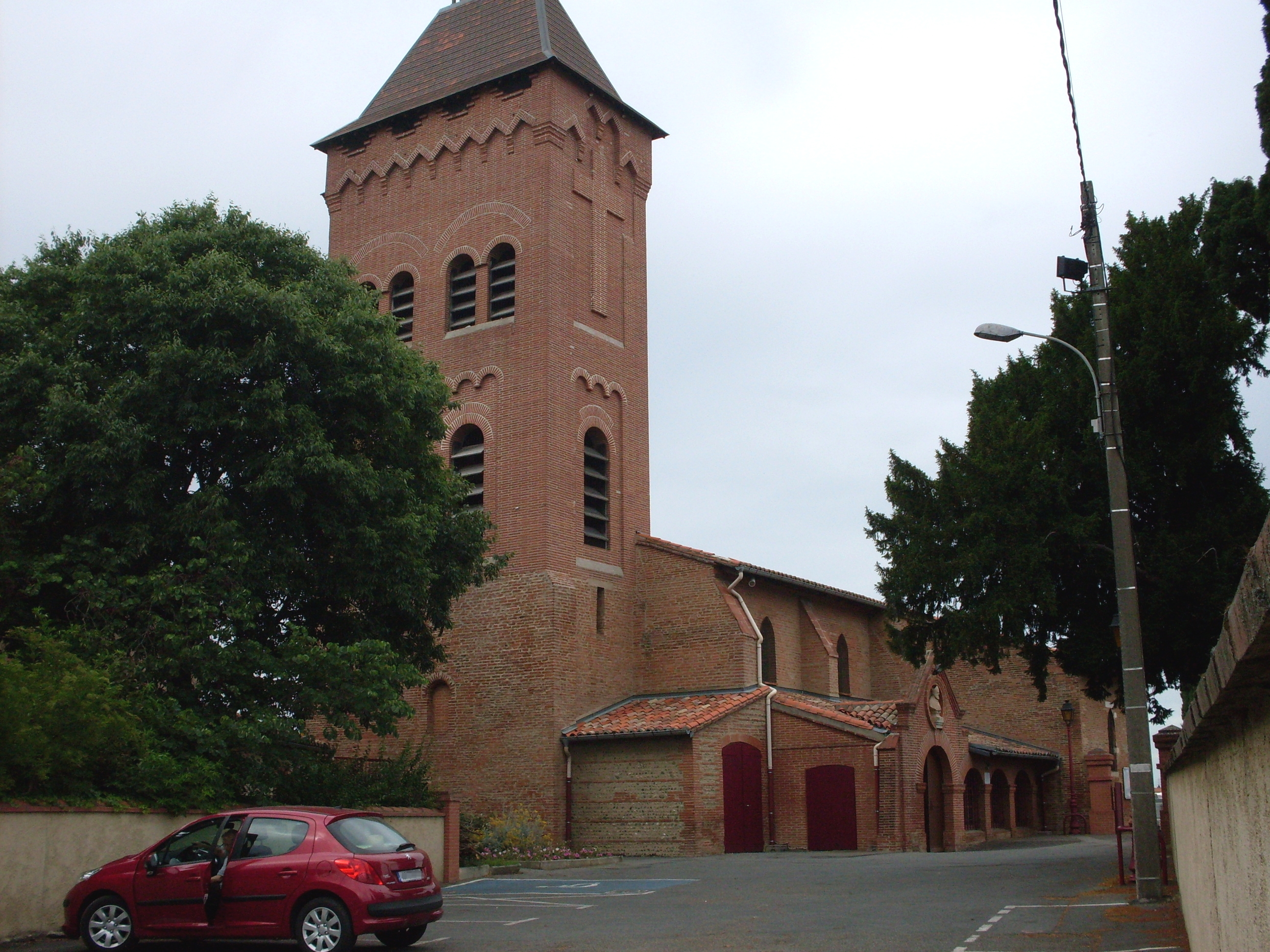
Fenouillet.

### Architecture néogothique
- Toulouse
  - Église paroissiale Saint-Joseph de Toulouse (près du pont des Demoiselles), reprenant le clocher octogonal à arcs en mitres, réputée dans l'architecture gothique méridionale.
  - L'architecture civile à Toulouse au XIXe siècle a souvent recours à des pastiches néogothiques : exemple, le 3, rue Théodore-Ozenne utilise plusieurs arcs en ogive et une double baie avec arcs en mitre.
- Loiret
  - L'église Sainte-Jeanne d'Arc de Gien (Loiret) est un exemple remarquable de l'utilisation de l'arc en mitre. L'église originelle du XVe siècle, détruite à la Révolution, reconstruite en 1830, avait été à nouveau détruite par les bombardements de la Seconde Guerre mondiale, à l'exception du clocher du XVe siècle. Elle fut reconstruite en briques (1950-1954) par les architectes Paul et Jean Gélis (la famille Gélis est par ailleurs parmi les plus importants briquetiers de la région de Toulouse) qui la dotèrent de hautes baies terminées par des arcs en mitre qui ne sont pas sans présenter quelque harmonie avec les gâbles des lucarnes de l'architecture locale.
- Drôme
  - L'église Saint-Pierre de Bourg-les-Valence a une nef entièrement remaniée au XIXe siècle, de quatre travées dont chacune est éclairée, côté nord, par trois baies en mitre, tandis que les bas-côtés ont également des baies en mitre doubles.

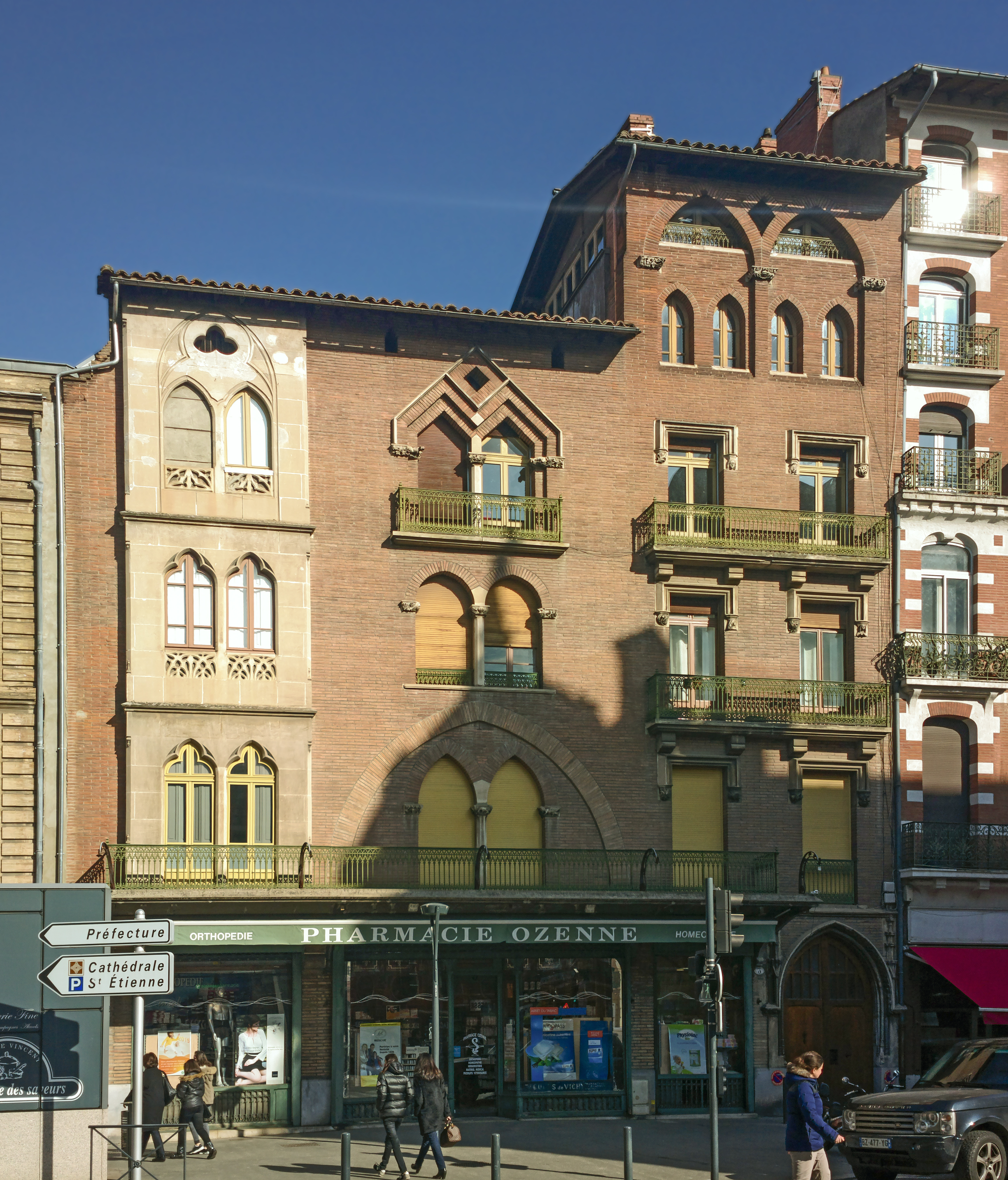
Rue Théodore-Ozenne à Toulouse (début du XXe siècle).
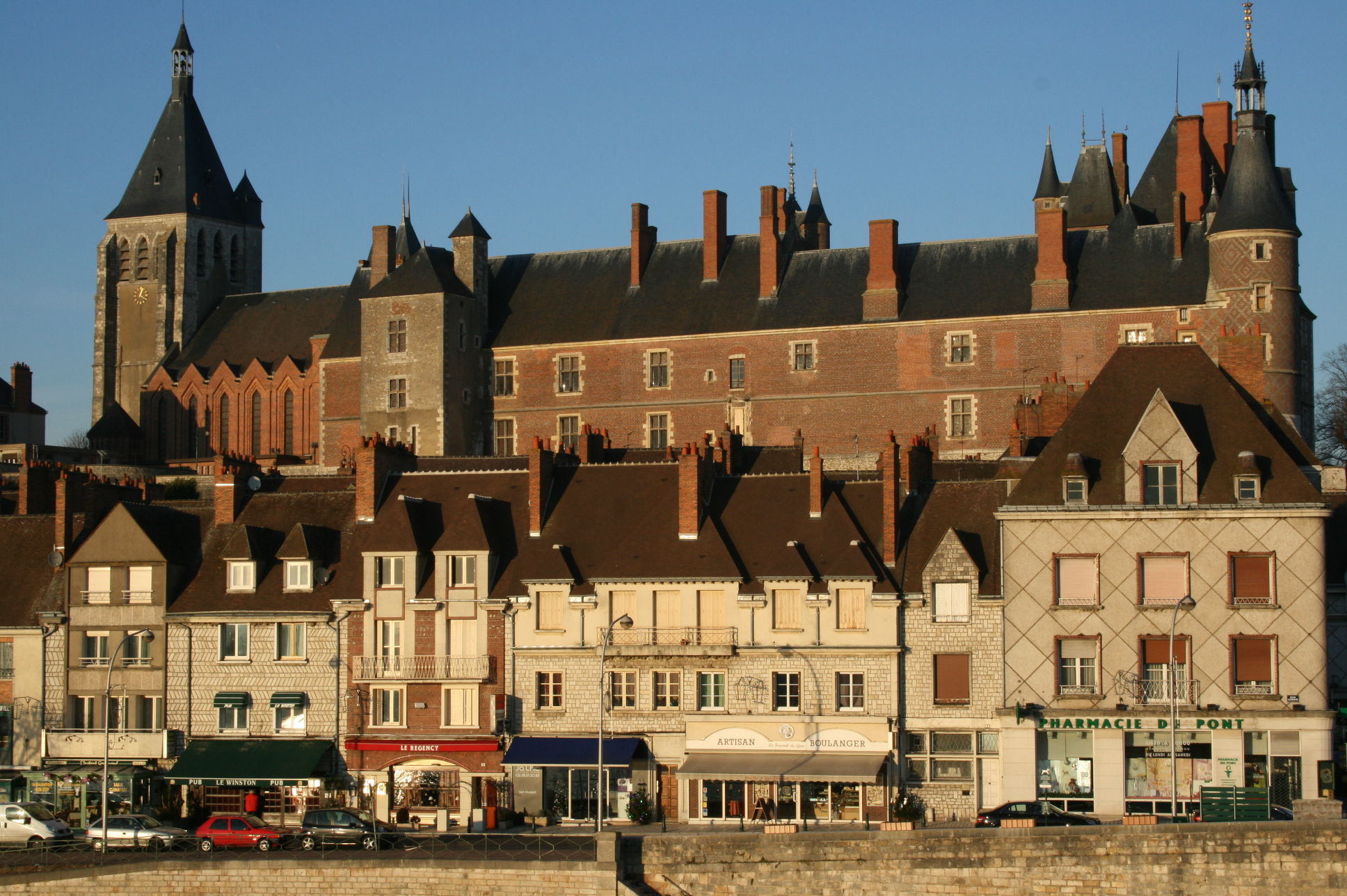
À gauche, derrière le château de Gien, l'église Sainte-Jeanne d'Arc.
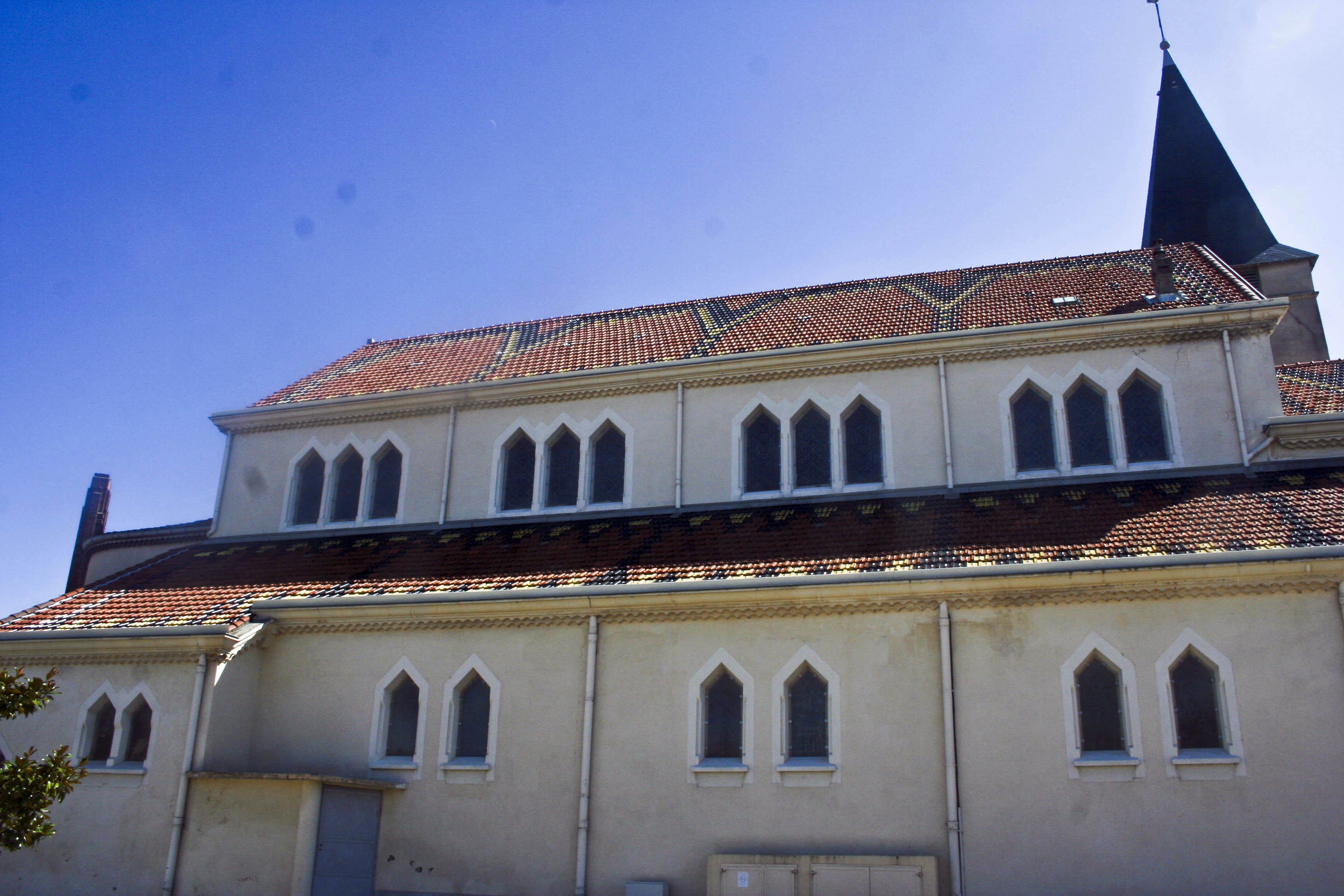
Église Saint-Pierre, Bourg-lès-Valence.

### Architecture Art déco

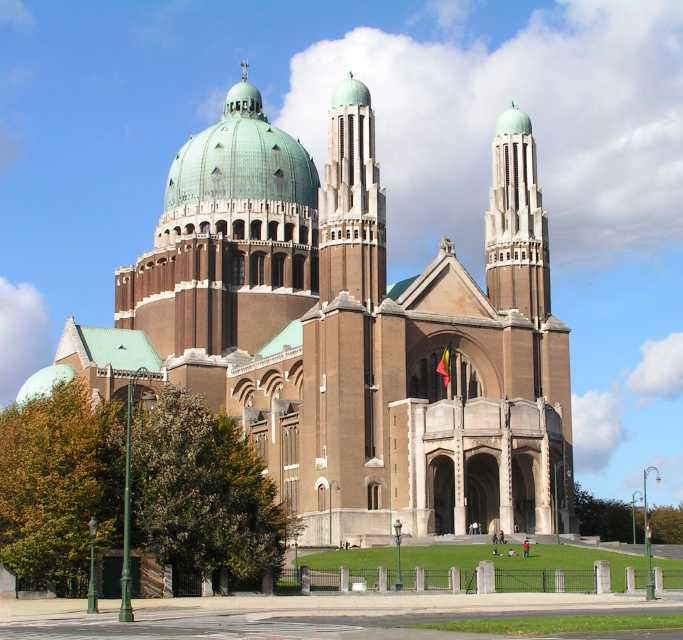
Basilique de Koekelberg.

Par sa simplicité géométrique et sa facilité de mise en œuvre, l'arc en mitre a été fréquemment utilisé par l'architecture religieuse Art déco :
- L'arc en mitre est omniprésent dans la basilique du Sacré-Cœur de Bruxelles (basilique de Koekelberg) bâtie de 1925 à 1970 sur les plans de l'architecte gantois Albert Van Huffel.

Cette basilique, qui mêle les styles Art déco et néo-byzantin, utilise massivement l'arc en mitre tant au niveau des fenêtres et de la décoration intérieure de la nef que du narthex-portail.
- Église Notre-Dame-de-Lourdes de Romans (Drôme), par François Bérenger (1938).

## Arc en mitre et gâble
L'arc en mitre ne doit pas être confondu avec le gâble qui est un pignon ou couronnement triangulaire qui surmonte l'arc d'un portail ou d'une baie.
Certains clochers romans limousins sont ornés de fenêtres surmontées d'un gâble, tels le clocher de l'église de Saint-Léonard-de-Noblat et celui de l'église Saint-Pierre d'Uzerche en Limousin.

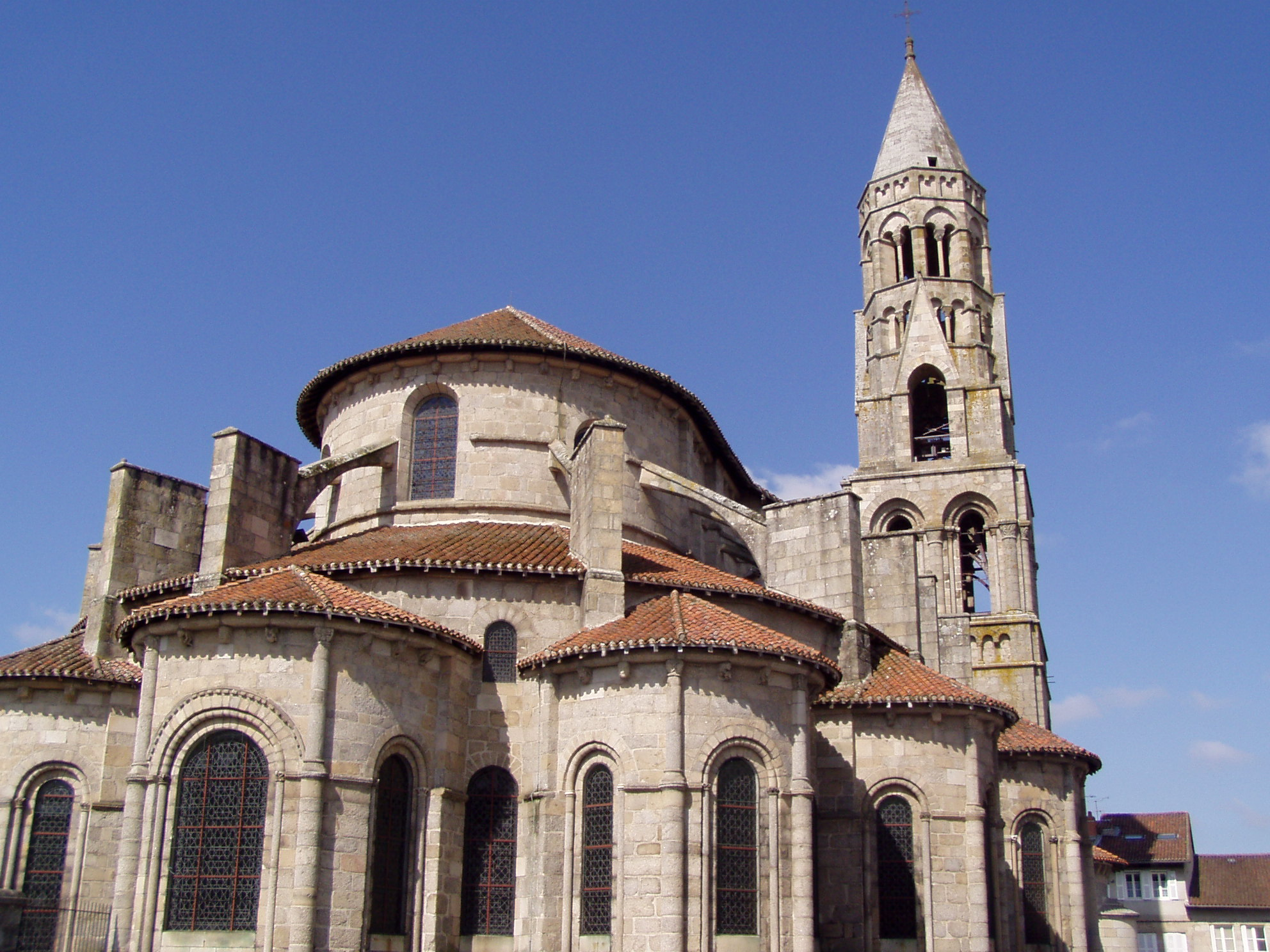
Saint-Léonard-de-Noblat.
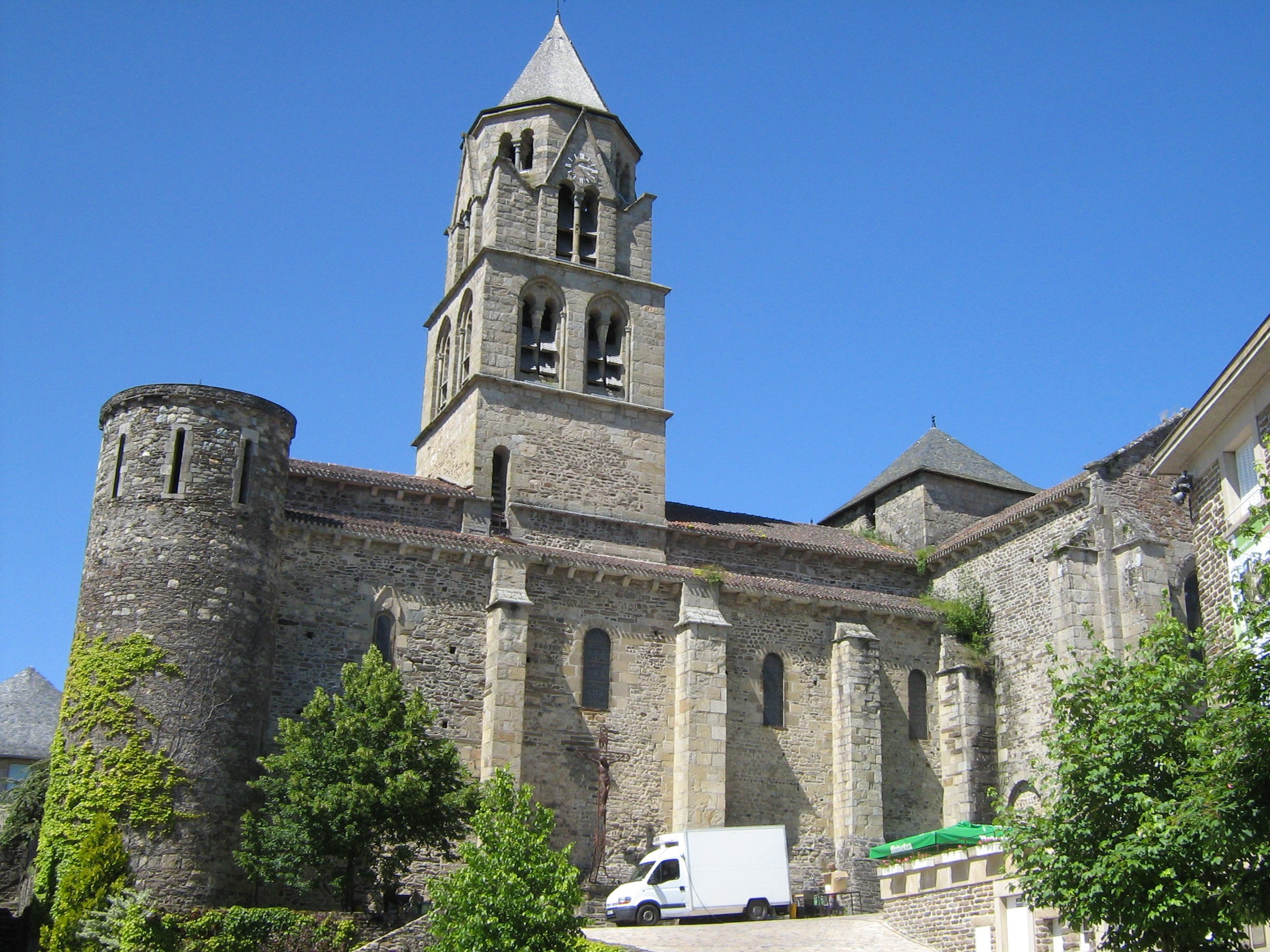
Saint-Pierre d'Uzerche.